# グレート・ウェスタン鉄道
グレート・ウェスタン鉄道（グレート・ウェスタンてつどう、英語: Great Western Railway、略称GWR）は、ロンドンと南西・西部イングランドおよびウェールズの大半を結んでいた、かつてのイギリスの鉄道会社である。1833年に設立され、1835年の議員立法で鉄道の敷設許可を得て、1838年に列車の運行を開始した。イザムバード・キングダム・ブルネルが技術者を務め、7フィート4分の1インチ（2,140ミリメートル）軌間の広軌を採用したが、1854年以降の一連の合併により、4フィート8.5インチ（1,435ミリメートル）軌間の鉄道も運行するようになった。広軌での列車運行は1892年に終了した。GWRは鉄道会社の四大グループ化を促した1921年鉄道法でも独立を保った唯一の会社で、周辺地域に残っていた鉄道会社を合併した。最終的に1947年末に国有化されてイギリス国鉄の西部局（ウェスタン・リージョン）となった。
グレート・ウェスタン鉄道はその略称GWRにちなんで、「神の素晴らしい鉄道」(God's Wonderful Railway) や「大遠回り」(Great Way Round) などと呼ばれたが、サウス・ウェスト・イングランドのリゾート地へ多くの人々を運んだことから、「休日線」(Holiday Line) としても知られた。会社の機関車は多くが自社のスウィンドン工場で製造され、ブランズウィック・グリーンで塗装されていた一方、客車はその期間中の大半、チョコレートとクリームのツートーンカラー塗装を採用していた。貨車は当初赤で塗装されていたが、後に灰色に変更された。
GWRの長距離列車には、フライング・ダッチマン、コーニッシュ・リヴィエラ・エクスプレス、チェルトナム・スパ・エクスプレスなどがあった。また多くの近郊列車、地方の列車なども運行しており、一部は蒸気動車やオートコーチ（制御客車と蒸気機関車を組み合わせた固定編成方式の列車）などで運転されていた。またイギリスで一般的なものより大型で経済的な貨車の使用を開始した会社でもある。またバス網も運営しており、レールウェイ・エア・サービスという航空会社の運営に参画し、また船舶、桟橋、ホテルなども所有していた。

## 歴史

### 創始期

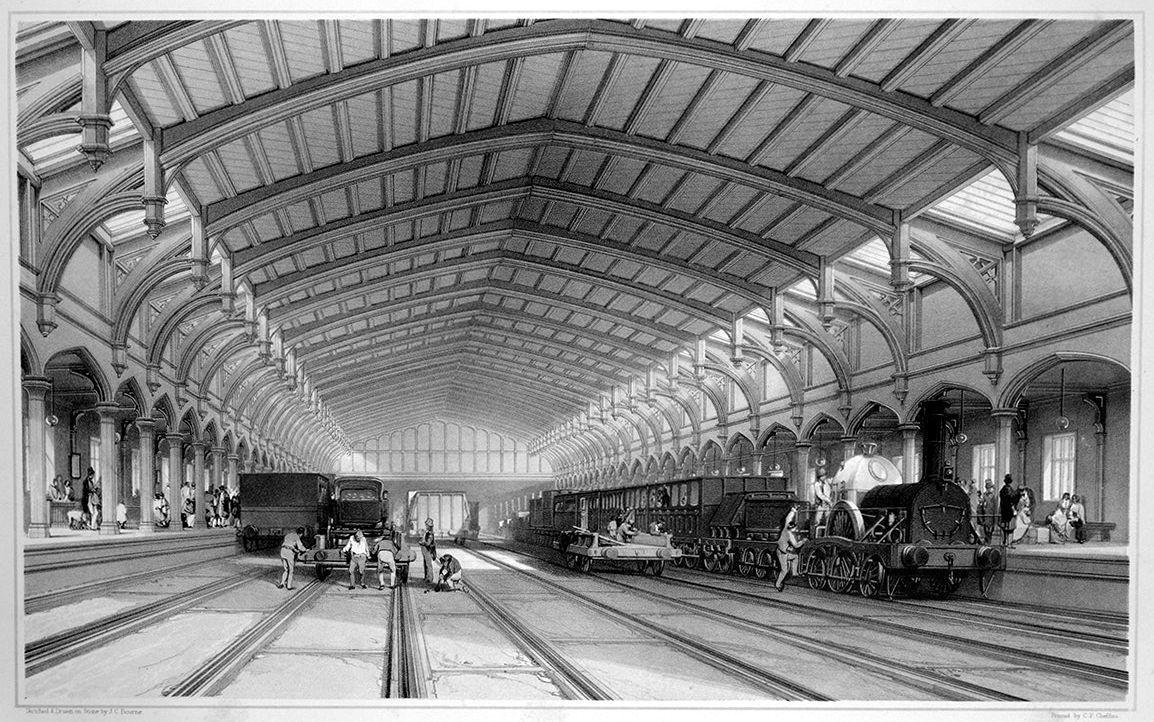
GWRのブリストルにおける最初のターミナル、ブリストル・テンプル・ミーズ駅の、ブルネル設計によるトレイン・シェッドの内部、ジョン・クック・ボーンによる版画から

GWRは、ブリストルの港がイギリスで2番、そしてアメリカとの貿易では1番であることを維持し続けたいというブリストルの商人たちの望みから発祥している。船の規模が次第に大型化し、またブリストルを流れるエイヴォン川に土砂が堆積しつつあったことから、リヴァプールがますます魅力的な港となっており、さらに1830年代にはリヴァプールとロンドンと結ぶ鉄道が建設中であったことから、ブリストルの地位は脅かされていた。これに対するブリストルの回答は、ロンドン側での関係者と協力して、ブリストルとロンドンを結ぶ独自の鉄道路線を、リヴァプールへ建設中の路線をはるかに上回る水準で建設することであった。
会社は1833年にブリストルで開かれた公開集会で設立され、1835年の議員立法により法人格を得た。当時29歳だったイザムバード・キングダム・ブルネルが技術者に任命された。これはその時点までで彼にとって群を抜いて大きな契約であり、彼は2つの論議を巻き起こす決断を行った。まず、高速で安定した走行ができるように、車体の外側に大きな車輪を装備できるよう、約7フィート（2.13メートル）の広軌を選んだことがある。2番目にマールバラ・ダウンズの北を通るルートを選択したことがあり、そこには重要な都市はなかったが、オックスフォードやグロスターへ将来的に接続の可能性があった。多くの助けを得ながら、ロンドンからブリストルまでの全線を彼自身が調査した。その助けの中には、ブリストルの法務事務所オズボーン・クラークから雇った彼の事務弁護士のジェレミア・オズボーン (Jeremiah Osborne) がおり、ある機会には彼自身がエイヴォン川でボートを漕いで、岸辺のルート調査を行うブルネルを案内したこともあった。

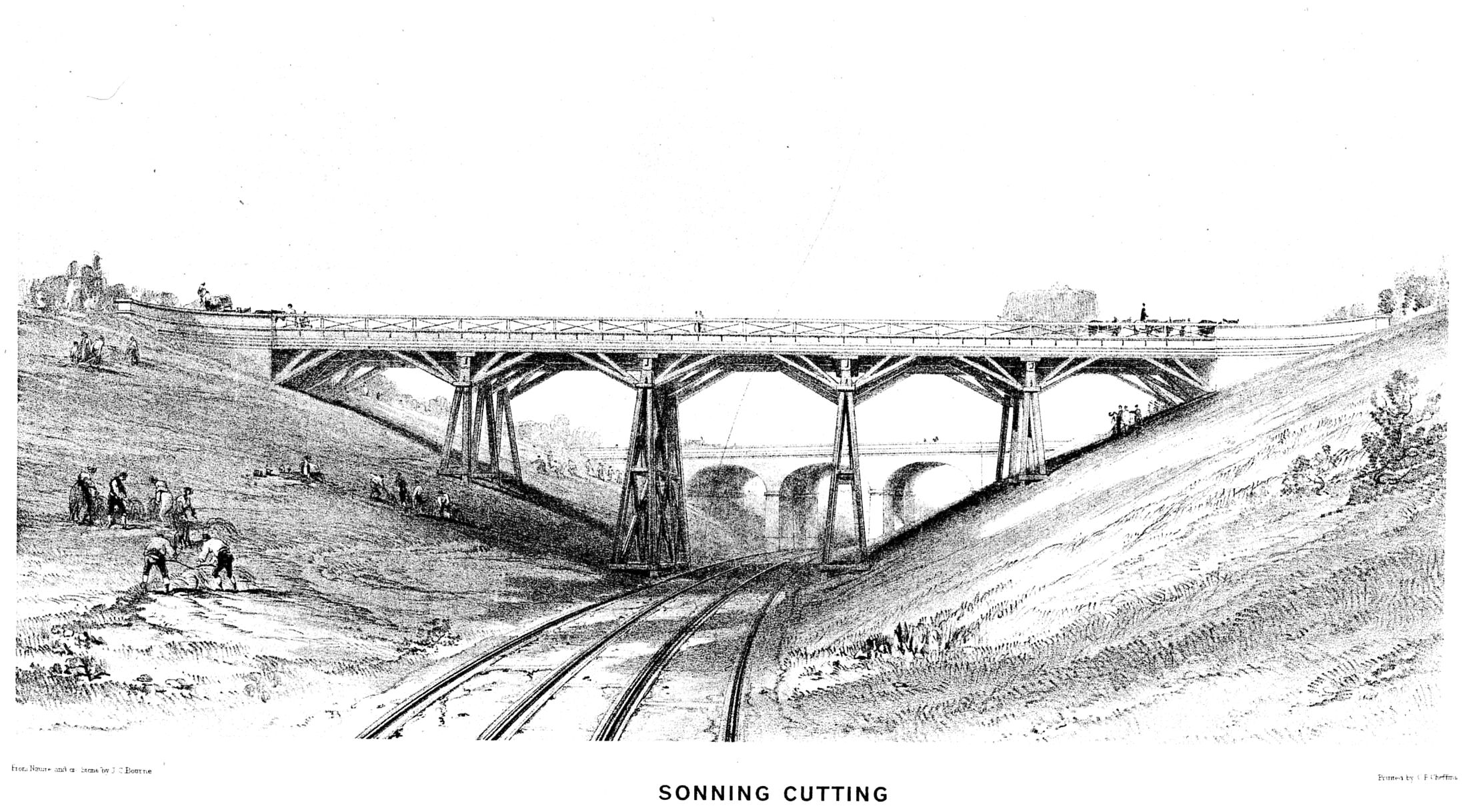
サニング切通し、1846年

ジョージ・トーマス・クラークはこのプロジェクトにおいて技術者として重要な役割を果たし、テムズ川に架かるゲートハンプトン橋およびマウルスフォード橋、そしてパディントン駅などを含む2つの工区の監督をしたとされる。大規模な土工作業に関わったことがクラークに地質学や考古学への関心をもたらしたと思われる。後にクラークは匿名でこの鉄道に対する2冊のガイドブックを書き、1冊はジョン・クック・ボーンによるリトグラフを挿絵としており、もう1冊にはブルネルのやり方と広軌採用への批判を含んでいた。
パディントン駅からメイデンヘッド・ブリッジ駅までの最初の22.5マイル（約36キロメートル）の区間は、1838年6月4日に開通した。メイデンヘッド橋が完成して1839年7月1日にトワイフォード駅まで延長され、深いサニング切通しを通ってレディング駅まで1840年3月30日に開通した。この切通しでは2年後に、地すべりに貨物列車が突っ込んで、無蓋貨車に乗っていた10人の旅客が死亡する事故（サニング切通し鉄道事故）が発生した。この事故が、鉄道会社に対してより良い客車を旅客に提供することを求める1844年鉄道規制法をイギリスの議会が制定するきっかけとなった。レディング駅からスティーブントン駅までの次の区間ではテムズ川を2回渡り、1840年6月1日に開通した。さらにファリンドン・ロード駅までの7.25マイル（約12キロメートル）が1840年7月20日に開通した。この間、ブリストル側でも工事が開始されており、1840年8月31日にブリストルからバース・スパ駅まで11.5マイル（約19キロメートル）が1840年8月31日に開通した。
1840年12月17日にロンドン側からの路線はスウィンドンの西にあり、ロンドンのパディントン駅から80.25マイル（約129キロメートル）の地点にある暫定的なターミナルであるウートン・バセット・ロード駅まで開通した。ウートン・バセット・ロード駅からチッペナム駅までの区間は1841年5月31日に開通し、同時にサイレンセスター・タウン駅までのチェルトナム・アンド・グレート・ウェスタン・ユニオン鉄道が接続するスウィンドン・ジャンクション駅も開業した。この路線はGWRが工事をした独立路線で、1841年6月14日にブリストルからブリッジウォーター駅までの最初の区間が開通したブリストル・アンド・エクセター鉄道と同様である。GWRの本線で最後の区間となったのが全長1.83マイル（約2.95キロメートル）のボックストンネルで、1841年6月30日に開通し、これによりロンドンのパディントン駅からブリストルを通りブリッジウォーター駅まで152マイル（約245キロメートル）に列車が運行されるようになった。1851年にGWRは、ロンドン、レディング、バース、ブリストルを結ぶ競合輸送事業者であったケネット・アンド・エイヴォン運河を買収した。
GWRは、チェルトナム・アンド・グレート・ウェスタン・ユニオン鉄道やブリストル・アンド・エクセター鉄道を含め、いくつかの広軌の鉄道会社と緊密にかかわっていた。サウス・デヴォン鉄道は1849年に開通して広軌の線路がプリマスまで伸び、そこからコーンウォール鉄道がロイヤルアルバート橋を渡ってコーンウォールまで1859年に開通して、最終的にウェスト・コーンウォール鉄道によりペンザンス駅にまで1867年に到達した。ただしウェスト・コーンウォール鉄道は当初は4フィート8.5インチ（1,435ミリメートル）の標準軌（当時は狭軌と呼ばれていた）で建設されていた。サウス・ウェールズ鉄道はチェプストウ駅とスウォンジー駅の間を1850年に開通させ、ブルネルが建設したチェプストウ橋により1852年にGWRと接続された。大西洋横断航路の港が開設されたネイランド駅まで1856年に開通した。
セヴァーン川の河口が横断するにはあまりに広すぎたことから、当初はロンドンからウェールズまで直結する路線は無かった。代わりに列車は、橋を架けられるくらい川幅が狭くなるグロスターまで遠回りな経路を走らねばならなかった。セヴァーントンネルの工事は1873年に始まったが、予期しない地下水の噴出により工事は遅れ、開通は1886年まで遅れることになった。

### 軌間戦争

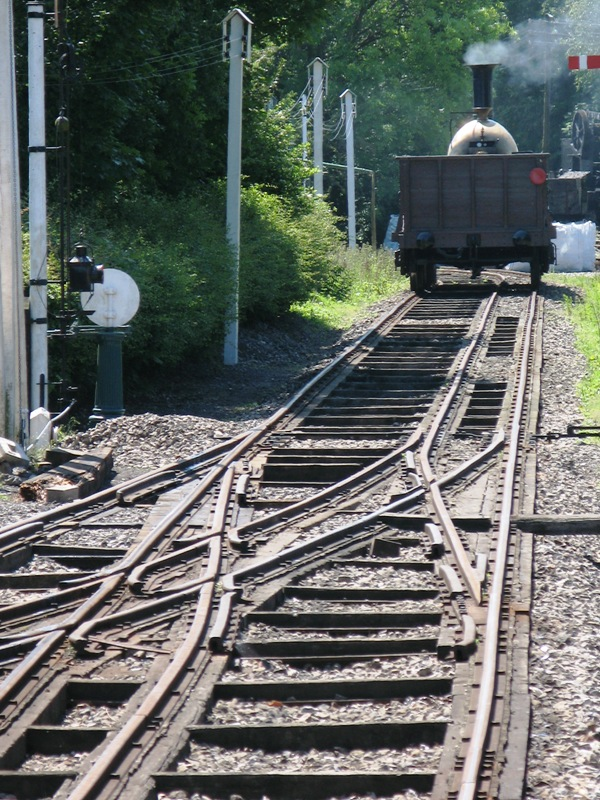
三線軌条の区間を走行する広軌の列車

1844年に広軌のブリストル・アンド・グロスター鉄道が開通したが、グロスターには既に標準軌のバーミンガム・アンド・グロスター鉄道の路線が開通していた。この結果軌間の断絶が生じて、南西部と北部の間を移動するすべての乗客と貨物が列車の乗換・積み替えを強いられることになった。これが軌間戦争の始まりで、議会が軌間委員会を招集することになった。委員会は1846年に標準軌に好意的な結論を出した。同年ブリストルとグロスターの間をミッドランド鉄道が買収し、1854年にこの区間を改軌してブリストル・テンプル・ミーズ駅まで三線軌条とし、これにより広軌・標準軌の双方の列車が走れるようになった。
GWRはミッドランド鉄道およびロンドン・アンド・ノース・ウェスタン鉄道と競争し、ウェスト・ミッドランズへと路線を延長していった。バーミンガム・スノーヒル駅までは、オックスフォード駅経由の路線が1852年に、そしてウルヴァーハンプトン・ロー・レベル駅経由の路線が1854年に開通した。ここが広軌の到達した最北地点であった。同年、シュルースベリー・アンド・バーミンガム鉄道とシュルースベリー・アンド・チェスター鉄道がGWRに合併したが、これらの路線は標準軌であった。またGWR自身がオックスフォード以北に建設した路線も、三線軌条で建設されていた。この三線軌条区間はオックスフォードから南に伸ばされ、1856年末にベイシングストーク駅まで開通して、これによりロンドン・アンド・サウス・ウェスタン鉄道経由でイングランド北部からの貨物が積み替えなしに南海岸まで運べるようになった。
| グラフの数値               | グラフの数値       | グラフの数値       | グラフの数値           |
| 年（いずれも12月31日時点） | 広軌               | 三線軌条           | 標準軌                 |
| -------------------------- | ------------------ | ------------------ | ---------------------- |
| 1851年                     | 269マイル (433 km) | 3マイル (4.8 km)   | 0マイル                |
| 1856年                     | 298マイル (480 km) | 124マイル (200 km) | 75マイル (121 km)      |
| 1861年                     | 327マイル (526 km) | 182マイル (293 km) | 81マイル (130 km)      |
| 1866年                     | 596マイル (959 km) | 237マイル (381 km) | 428マイル (689 km)     |
| 1871年                     | 524マイル (843 km) | 141マイル (227 km) | 655マイル (1,054 km)   |
| 1876年                     | 268マイル (431 km) | 274マイル (441 km) | 1,481マイル (2,383 km) |
| 1881年                     | 210マイル (340 km) | 254マイル (409 km) | 1,674マイル (2,694 km) |
| 1886年                     | 187マイル (301 km) | 251マイル (404 km) | 1,918マイル (3,087 km) |
| 1891年                     | 171マイル (275 km) | 252マイル (406 km) | 1,982マイル (3,190 km) |

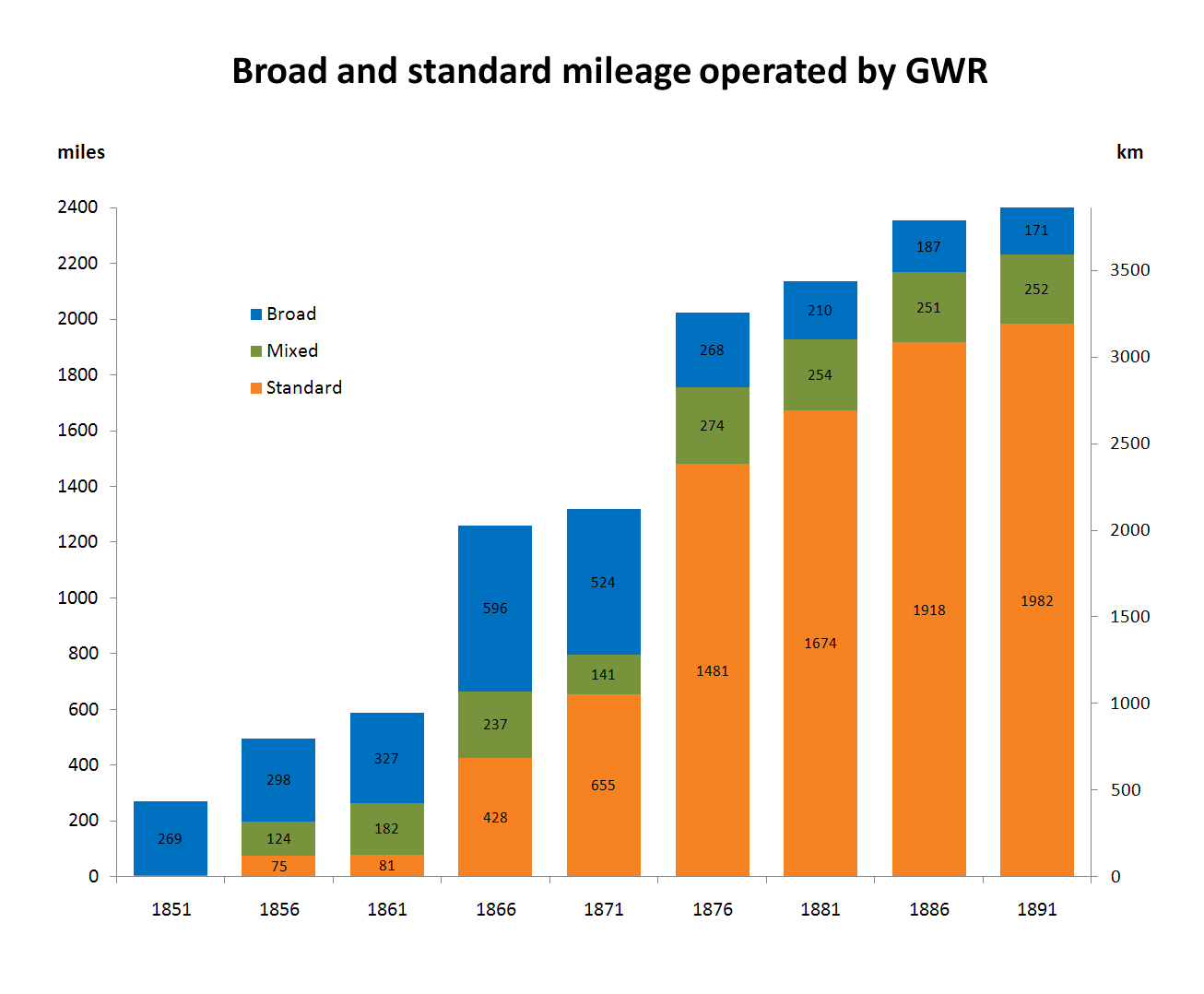
GWRの運営路線における広軌と標準軌の路線長、青（上）が広軌、緑（中）が三線軌条、オレンジ（下）が標準軌

ベイシングストークまでの路線は当初、GWRの領域からロンドン・アンド・サウス・ウェスタン鉄道の標準軌路線を締め出しておく目的で、バークス・アンド・ハンツ鉄道により広軌で建設されたが、1857年にGWRとロンドン・アンド・サウス・ウェスタン鉄道は南海岸にあるウェイマス駅まで共同路線を開通させた。この路線はGWRのチッペナム経由のものと、ウィルツ・サマーセット・アンド・ウェイマス鉄道が開通させたものであった。さらに西へ、ロンドン・アンド・サウス・ウェスタン鉄道は、広軌のエクセター・アンド・クレディトン鉄道、ノース・デヴォン鉄道、そして標準軌のボドミン・アンド・ウェイドブリッジ鉄道を買収した。これらのロンドン・アンド・サウス・ウェスタン鉄道の鉄道網から離れた場所にあった鉄道が連絡されるまでには数年かかり、直通貨物はGWRとその関連会社が取り扱っていた。
この時点までに軌間戦争は広軌の敗北となり、1861年にはパディントンまで三線軌条が敷かれ、ロンドンからチェスターまで直通旅客列車が走れるようになった。広軌のサウス・ウェールズ鉄道は1862年にGWRに合併し、ウェスト・ミッドランド鉄道もこれに続いた。当初はミッドランズへのさらなる広軌路線として計画されながら、政治的・物理的な争いの結果標準軌で建設されたオックスフォード・ウースター・アンド・ウルヴァーハンプトン鉄道も、ウェスト・ミッドランド鉄道とともにGWRへ合併した。1869年4月1日に、オックスフォードからウルヴァーハンプトンの区間と、レディングからベイシングストークまでの区間で、広軌の使用が停止された。8月にはグレンジコート駅からヒアフォード駅までの区間が広軌から標準軌に転換され、スウィンドンからグロスターを通ってサウス・ウェールズまでの区間の全線も1872年5月に同様に転換された。1874年には本線における三線軌条がチッペナムまで延長され、そこからウェイマスまでの路線は標準軌に転換された。翌年ボックストンネルも三線軌条となり、広軌の列車はブリストル以遠といくつかの支線への直通列車のみとなった。
ブリストル・アンド・エクセター鉄道はGWRへ1876年1月1日に合併した。この会社は既に三線軌条への転換を開始しており、エクセターセントデイビッド駅までの区間はGWRにより1876年3月1日に完成した。この駅はロンドン・アンド・サウス・ウェスタン鉄道と1862年から共同利用していた。この競合会社がエクセター・アンド・クレディトン線をさらに西へ伸ばし1876年にプリマスに到達し、これがサウス・デヴォン鉄道を刺激してGWRと合併することになった。コーンウォール鉄道は名目上は1889年まで独立した会社として存続したが、GWRが会社の大株主であった。最後に広軌で新線が開通したのが西コーンウォールにあるセント・アイブス・ベイ線で、1877年6月1日に開通したが、その後1879年にプリマスのサットンハーバーで小さな広軌の延伸区間もあった。サットンハーバーには三線軌条の分岐器の一部が残存しており、広軌の軌条がそのままに残されている数少ない例である。
GWRがロンドンからペンザンスに至る全線を支配下に収めた後、残された広軌の線路の改軌作業を始めた。最後の広軌の列車はパディントン駅を1892年5月20日金曜日に出発した。その後の月曜日から、ペンザンス始発の列車は標準軌の機関車で運転された。

### 20世紀に入って

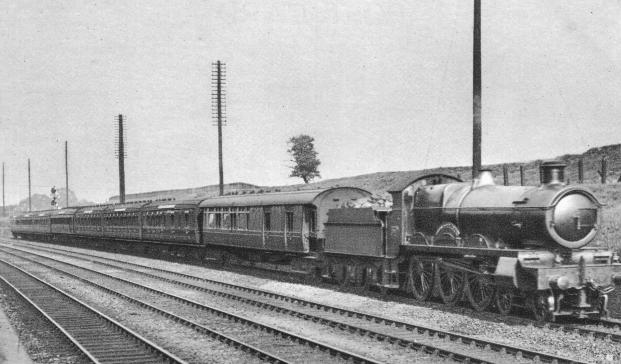
コーニッシュ・リヴィエラ・エクスプレスに連結された新しい貫通式客車

1892年以降、2つの軌間での列車を運行するという重荷が無くなり、会社は新線の建設や既存路線で遠回りをしていた区間を短絡する改良工事などに取り組み始めた。開通した主な新線としては以下のようなものがある。
- 1900年: チャンネル諸島方面への交通のために、ウェイマスへの短絡路線として、バークス・アンド・ハンツ線とウェストベリー駅（英語版）を結ぶスタート・アンド・ウェストベリー鉄道（英語版）
- 1903年: ウートン・バセットからセヴァーントンネル連絡のためのサウス・ウェールズ・アンド・ブリストル・ダイレクト鉄道（英語版）
- 1904年: コーニッシュ本線（英語版）のサルタッシュ駅（英語版）とセント・ジャーマンズ駅（英語版）の間の迂回路線、本線上に残されていた最後の木造高架橋を除却した
- 1906年: ロンドンからペンザンスまでの所要時間をレディングとトーントンの間で短縮するための、ラングポート・アンド・キャッスル・ケイリー鉄道（英語版）
- 1909年: バーミンガムとノース・ウォーウィックシャー間、1906年に完成していたチェルトナムとハニーボーンの間と組み合わせることで、バーミンガムからストラトフォード・アポン・エイヴォン駅を経由してサウス・ウェールズへの新しい経路を形成
- 1910年: ロンドンからアインホー・フォー・デディントン駅（英語版）およびそれ以北への短絡路線を形成するために、グレート・セントラル鉄道（英語版）と共同でバーミンガム・ダイレクト線を建設
- 1913年: フィッシュガード・ハーバー駅（英語版）への列車がスウォンジーを通らなくて済むようにする、スウォンジー・ディストリクト線、フィッシュガード港は大西洋横断航路を誘致するために開かれ、ブリテン島とアイルランドを結ぶフェリーに対してネイランドの港より優れた設備となっていた

一般的に保守的な傾向にあったGWRが、第一次世界大戦前の時期に他に実施した改良としては、食堂車の導入、三等客車の改善、蒸気暖房の導入、急行列車のスピードアップなどがあった。こうした改善はおもに主任技術者のT.I.アレンと、エドワード7世の治世下における鉄道を率いた一連の有能な経営者たちによるものであった。1895年から1905年まで会長を務めたエムリン子爵、1896年から1903年までゼネラルマネージャーを務めたジョセフ・ウィルキンソン卿、その後継者で前の主任技術者であったジェームズ・イングリス卿、そしてやはり主任技術者を務めたジョージ・チャーチウォードらである。田舎に新線を建設する代わりにバスの営業を始めたり、既存の支線でより安く運行するために蒸気動車の使用を開始したりしたのもこの時期であった。

### ビッグフォーの1つとして

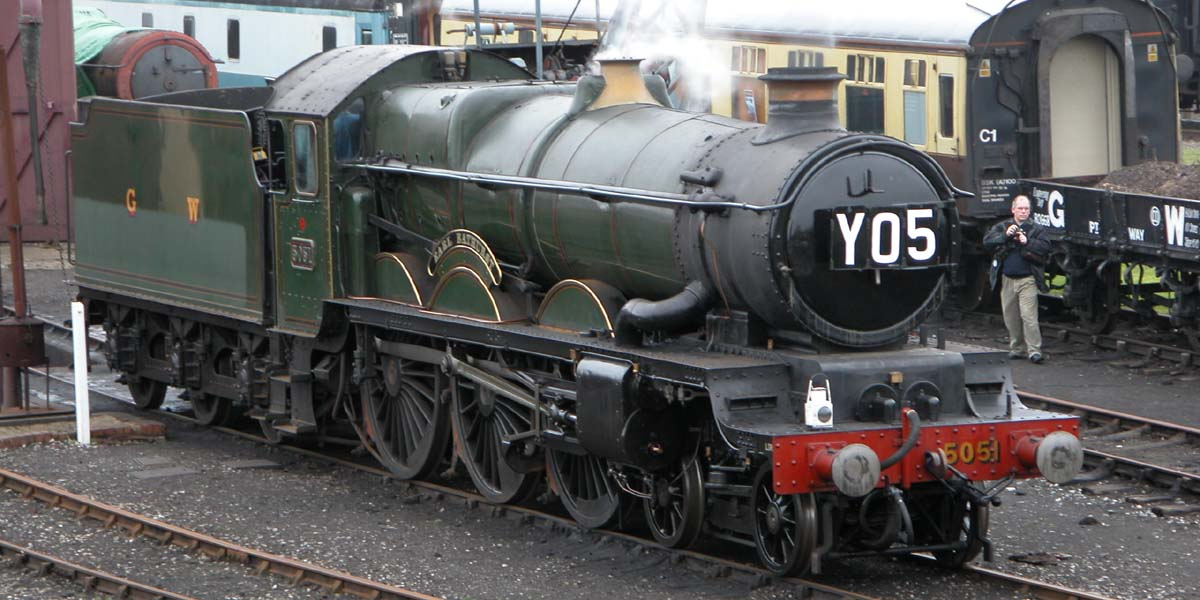
1923年には、合計171両に及ぶ4073形（キャッスル級）の最初の1両が製造された

1914年に第一次世界大戦が勃発し、国内のほとんどの主要な鉄道は政府の管理下に置かれ、GWRも例外ではなかった。多くの職員が軍に志願し、設備の建設・維持が平時以上に困難になった。終戦後は完全国有化も検討されたが却下され、代わりに1921年鉄道法によって1923年までに何百社もあった私鉄を大手4社に整理する大合併が実施されることとなった。こうしてGWRのほかロンドン・ミッドランド・アンド・スコティッシュ鉄道、ロンドン・アンド・ノース・イースタン鉄道、サザン鉄道が誕生したが、GWRは唯一、大合併後も元の名前を維持した。
大合併によりGWRは特にウェールズ地方のネットワークが拡充し、旧カンブリアン鉄道の295マイル（約475キロメートル）、旧タフ・ヴェール鉄道の124マイル（約200キロメートル）などが仲間入りした。イングランド地方においてもいくつかの路線が加えられ、かつてはミッドランド鉄道と共同で運営していたミッドランド・アンド・サウス・ウェスタン・ジャンクション鉄道はGWR単独の保有となり、北部からチェルトナム、アンドーバーを通ってサウサンプトンへの直通輸送を行う路線と、スウィンドンにおける第2の駅がGWRのものとなった。
1930年代は困難な時代となったが、世界恐慌にもかかわらず会社は比較的健全な財務状態を保った。1929年開発（融資・保証・助成）法によりGWRは資金を得て、その代わりに雇用を刺激する策を採ることになり、この資金でロンドン・パディントン駅、ブリストル・テンプル・ミーズ駅、カーディフ中央駅などの改良工事が行われ、また車両基地の改良、混雑緩和のための追加の線路の工事などに使われた。バスの運行は地域のバス会社に譲渡されたが、代わりにGWRはバス会社の株を得た。また航空輸送に参入した。
広軌の名残として、GWRはイギリス基準では車両限界を大きくとっており（軌間と車両限界は直接関係あるわけではないが、広軌の方が横転しにくいと考えられていたので黎明期でも余裕をもって設定されていた。）、最大高と最大幅が他のイギリスの鉄道が13ftから13ft1in（3,962～3,988mm）・9ft（2,793mm）程度が一般的だったのに対し、GWRのみ4,110mm・2,946mmと現代日本のJR（4100mm・3000mm）なみの大きさであり、これにより1929年に大西洋横断航路の旅客をロンドンに運ぶ豪華なスーパーサルーンが造られた。1935年に会社が百周年を迎えた際には、「センテナリー」（Centenary、百周年という意味）の客車がコーニッシュ・リヴィエラ・エクスプレス用に製造され、これにも大型の車両限界が生かされた。

### 第二次世界大戦とその後
1939年の第二次世界大戦の勃発とともに、GWRは再び政府の管理下に入り、戦争が終わるころには労働党が政権についていて、再度鉄道網の国有化を計画し始めた。数年にわたって戦災からの復興に取り組んだ後、グレート・ウェスタン鉄道は1948年1月1日にイギリス国鉄西部局となった。GWRという会社自体は法的にはさらに2年ほど存続し、1949年12月23日に公式に解散した。GWR設計による機関車や車両はしばらくの間製造が続行され、また駅や急行列車などにチョコレートとクリームの塗装をするなど、地域の特徴も保たれていた他、蒸気機関車の塗装に至ってはGWRの「ブランズウィック・グリーンにオレンジと黒の帯」がイギリス国鉄の旅客機全体の色に制定され、番号もGWRだけ4桁のまま変更なしとなった（他社は万位に3～6のいずれかが付いた）。
国有化後40年してイギリス国鉄は民営化され、旧GWRの区間で南ウェールズや南西イングランド方面への旅客輸送を行う列車運行会社はグレート・ウェスタン・トレインズとして古い名前を復活させた。この会社はその後ファーストグループのファースト・グレート・ウェスタンとなったが、2015年にブランド名変更によりグレート・ウェスタン・レールウェイとなった。線路は上下分離方式によりレールトラックに移管され、その後ネットワーク・レールが引き継いでいる。これらの会社が駅や橋などを適切に保存しており、歴史的なGWRの構造物を今でも見ることができる。

## 路線網

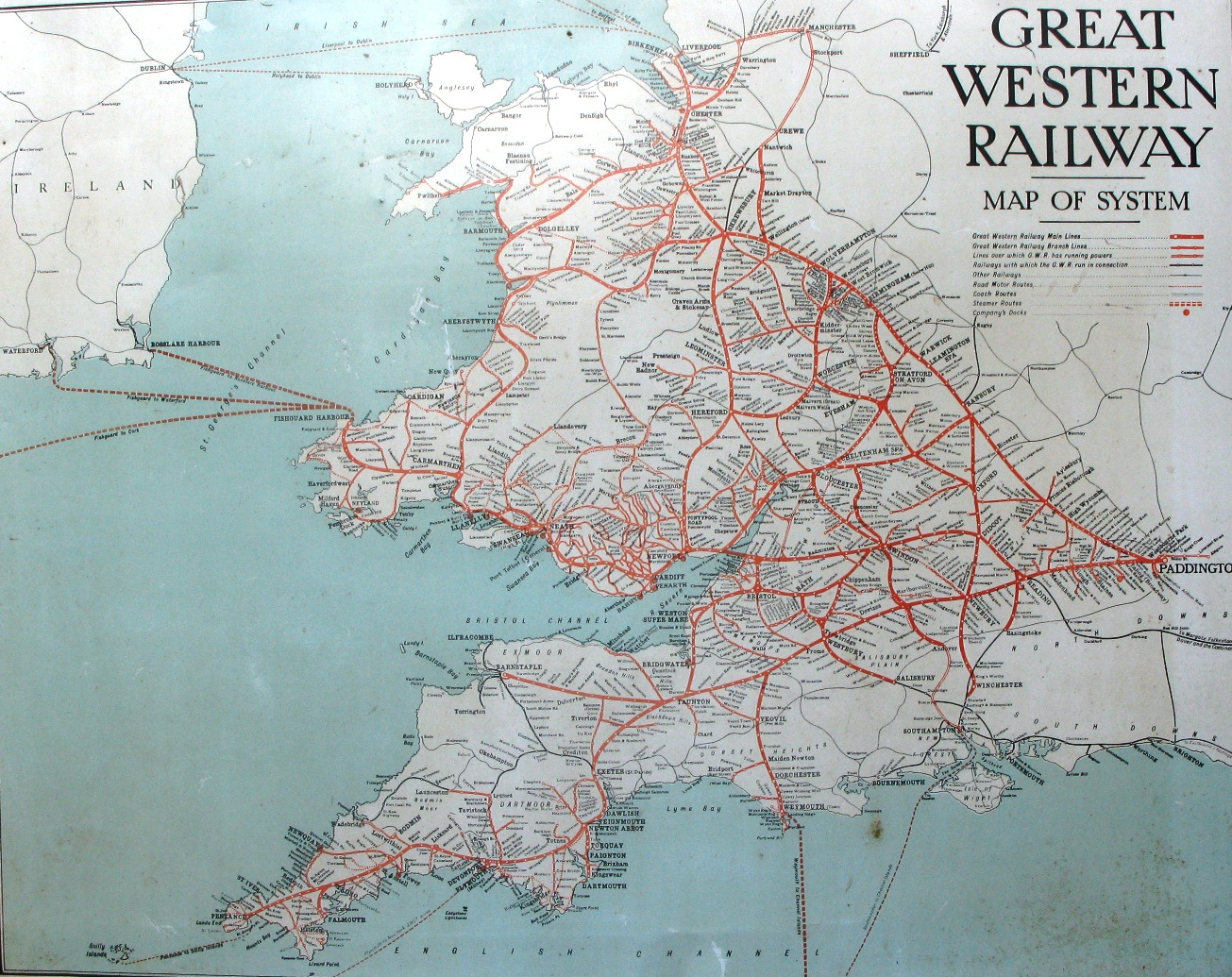
1930年頃のGWR鉄道網の地図

当初のグレート・ウェスタン本線はロンドンパディントン駅からレディング、ディドコット、スウィンドン、チッペナム、バースを通ってブリストルのブリストル・テンプル・ミーズ駅までを結んでいた。この路線はさらに西へエクセター、プリマスを通ってトルーロやイングランド最西端の駅であるペンザンスまで延長された。ブルネルやグーチはGWRの機関車工場をスウィンドンの村の近くに設定し、初期には多くの列車がここで機関車交換を行っていた。ロンドンから西へここまではゆったりとした上り勾配であったが、ここからは急な勾配となり、ブルネルの時代の原始的な機関車では、勾配に適した小さな車輪を持った機関車で運転するのが好ましかった。この勾配はどちら向きにもあり、最初はウートン・バセットを通りエイヴォン川を渡るまで下り、その後再び上ってチッペナムを通りボックストンネルに入り、そこから再びエイヴォン川の谷に沿って下ってバースやブリストルへ向かう。
スウィンドンは、北西方向へグロスターへ、そしてそこからセヴァーン川の反対側をカーディフやスウォンジー、西部ウェールズへと通じる路線の分岐点でもあった。この路線は後に、セヴァーントンネルを通ってもっと直接的に東西を結ぶ路線が開通したことによって短絡された。さらにディドコットからオックスフォードへの路線があり、そこからはウルヴァーハンプトンまで、バーミンガム経由とウースター経由の2通りの路線があった。ウルヴァーハンプトンから先では、路線はシュルースベリー、クルー、チェスターを通ってバーケンヘッドへと通じていた。他社との運行協定により、GWRの列車をマンチェスターまで運転できた。ロンドンとブリストルを結ぶ本線の南側では、ディドコットからニューベリーを経由してサウサンプトンまでと、チッペナムからウェストベリーを経由してウェイマスへの路線などがあった。
地域横断路線網がこれらの本線間を連絡しており、この他に多くの支線網があった。3.5マイル（約5.6キロメートル）の短いクリーブドン支線から、23マイル（約37キロメートル）のいくらか長いマインヘッド支線などもあった。ロンドン・アンド・サウス・ウェスタン鉄道がニューベリーにやってくることを防ぐために建設されたレディング-ベイシングストーク線のように、他社との競争対策でGWR自身が建設した路線もある。しかし多くの路線はローンストン支線やブリクサム支線のように、地域の鉄道会社が建設して後により大きな隣接鉄道会社に対して売却したものであった。また輸送対象でも大きな差異があり、セント・アイブス・ベイ支線のように休日の観光客を運ぶもの、ウィンザー支線のように貴賓客を運ぶもの、カービス・ワーフ支線のように貨物専用のものなどである。
ブルネルはGWRが大西洋を横断して続くことを計画しており、ブリストルからニューヨークへ旅客を運ぶために蒸気船のグレート・ウェスタンを建造した。まもなく、北アメリカと結ぶ多くの需要はより大きなリヴァプールの港（ロンドン・アンド・ノース・ウェスタン鉄道の領域である）を利用するようになったが、それでも一部の大西洋横断旅客はプリマスに上陸して、ロンドンまで特別列車を利用していた。GWRの船舶はグレートブリテン島とアイルランドやチャンネル諸島、フランスなども結んでいた。

### 主な拠点
GWRの本社はパディントン駅に置かれていた。機関車およびその他の車両はスウィンドン工場において製造・整備されていたが、他社を吸収合併したことによりウルヴァーハンプトンのスタッフォード・ロード工場やニュートン・アボットにある工場など、他の工場も保有していた。レディング駅の北側にレディング信号工場が設置され、また後年トーントンにコンクリート製造工場が設置されて軌道用品から橋桁に至るまでが製造された。

### 技術的な特徴

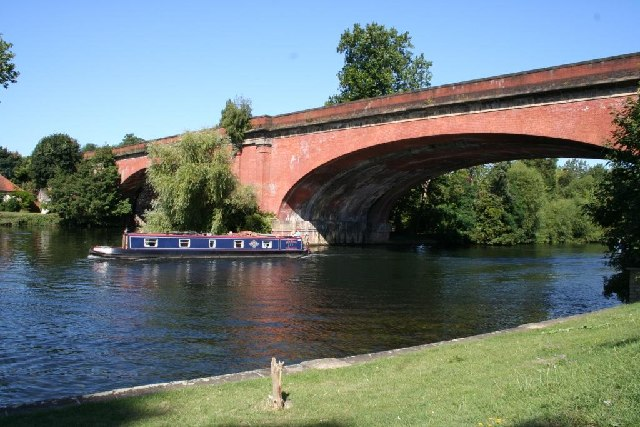
メイデンヘッド橋

路線開通後150年以上経っても、当初開通した本線は鉄道設計の傑作と歴史家に評されている。パディントンから西へ向けて出発し、路線はブレント川の谷をワーンクリフ高架橋で、テムズ川をメイデンヘッド橋で越える。メイデンヘッド橋は煉瓦アーチ橋として建設当時最大のスパンを実現したものであった。サニング切通しを通ってレディングへ到達し、その後テムズ川をゲートハンプトン橋とマウルスフォード橋の2回渡る。チッペナムとバースの間には、当時世界最長の鉄道トンネルであったボックストンネルがある。数年後にGWRはイングランドとウェールズを結ぶ新線を通すセヴァーントンネルをセヴァーン川の下に開通させる。
小さな会社がGWRに合併した際にいくつか特徴的な構造物が増えている。サウス・デヴォン鉄道のシーウォールや、コーンウォール鉄道のロイヤルアルバート橋、カンブリアン鉄道のバーマス鉄道橋などである。

## 営業
GWRの創始期には、会社はブリストルとロンドンの2つの取締役会によって管理されていた。この2つの取締役会はすぐに統合されて、パディントンのオフィスにある取締役会となった。
取締役会は会長が率い、その他の役員が参加していた。最初の機関車総監督 (Locomotive Superintendant) はダニエル・グーチで、1915年に職名は技師長 (Chief Mechanical Engineer) に変更された。貨物管理者は最初は1850年に任命され、1857年からジェームズ・グリアソンが務め、1863年に彼は最初のゼネラルマネージャーとなった。1864年に路線総監督の職が置かれ、列車の運行を監督した。

### 旅客列車
| 年                                 | 旅客数      | 列車マイル | 収入                                       |
| ---------------------------------- | ----------- | ---------- | ------------------------------------------ |
| 1850年                             | 2,491,712   | 1,425,573  | £630,515 （2013年に換算して£5710万）       |
| 1875年                             | 36,024,592  | 9,435,876  | £2,528,305 （2013年に換算して£2億0200万）  |
| 1900年                             | 80,944,483  | 23,279,499 | £5,207,513 （2013年に換算して£4億7700万）  |
| 1924年                             | 140,241,113 | 37,997,377 | £13,917,942 （2013年に換算して£6億7200万） |
| 1934年                             | 110,813,041 | 40,685,597 | £10,569,140 （2013年に換算して£6億3500万） |
| 旅客数は定期券による旅客を含まない |             |            |                                            |

初期の列車では、一等車と二等車を連結していた。1840年に選択肢が増え、遅い貨物列車に乗っていくことができるようになり、これがのちに三等車となった。1844年鉄道規制法により、他のイギリスの鉄道会社と同様に、すべての駅に対して1マイル当たり1ペニーを超えない運賃の三等車付列車を12マイル毎時以上の速度で運転しなければならなくなった。1882年には、三等車が最急行列車以外のすべての列車に連結されるようになった。また法律の定めにより、1868年から喫煙車を連結するようになった。
周遊用の特別割引乗車券は1849年5月から発売され、定期券は1851年に発売された。1869年まで収入の大半は二等車の旅客によるものであったが、三等車の旅客数が増加し、結果として二等車は1912年に廃止となった。1883年低廉列車法により、労働者向けに特定時間帯に特別に安い運賃の列車を走らせるようになった。
主な急行列車には鉄道員があだ名を付けていたが、後にこれは公式に時刻表に表示され、機関車にヘッドマークが掲出され、客車の窓の上に表示されるようになった。たとえば、ロンドンとエクセターを結ぶ午前中の急行列車「フライング・ダッチマン」は1849年のダービーステークスおよびセントレジャーステークスの優勝馬ザフライングダッチマンに由来している。1867年末にいったん運転終了したが、ブリストル・アンド・エクセター鉄道からの要望により1869年に復活し、プリマスまで運転するようになった。1869年6月から午後の急行列車が同じルートで運行されるようになり、ザ・ズールー (The Zulu) と呼ばれるようになった。3番目の西部方面の急行列車は1890年に運転開始し、ペンザンスまで運転してコーニッシュマンと名付けられた。ロンドンとペンザンスをプリマスに止まらずに運転する新しいコーニッシュ・リヴィエラ・エクスプレスは1904年7月1日に運転を開始したが、1904年と1905年は夏期のみの運転で、1906年から定期運転となった。

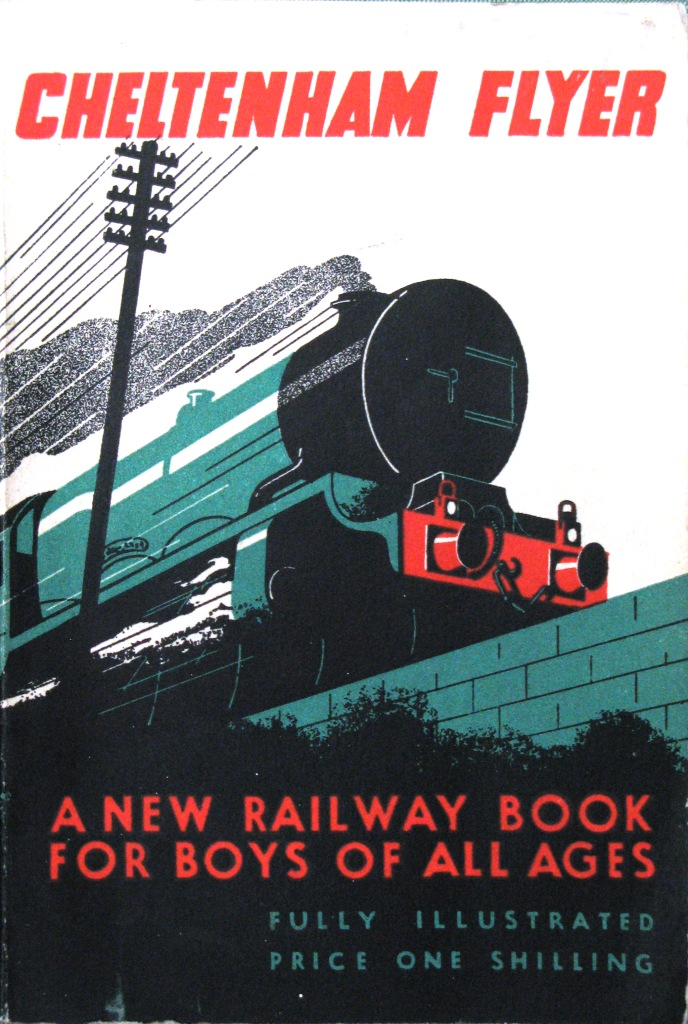
チェルトナム・フライヤーはGWR発行の全年齢の少年向けの本であった

チェルトナム・スパ・エクスプレスは、スウィンドンとロンドンの間77.25マイル（約124.3キロメートル）を毎時71.3マイル（約114.7 km/h）で結ぶダイヤが設定された当時、世界最速の列車であった。この列車はチェルトナム・フライヤーというあだ名を付けられ、GWRが発行していた全年齢の少年向けの本にも取り上げられた。他の愛称つき列車としては、ロンドンとブリストルを1935年から結んでいたザ・ブリストリアン、ロンドンとキングスウェアを結んでいたトーベイ・エクスプレスなどがあった。
こうした多くの急行列車には、駅を通過中に停車せずに本体の列車から車掌が切り離して、そのまま駅にその客車だけを停車させるような、特別な車両「スリップ・コーチ」が連結されていた。スリップ・コーチが最初に運用されたのは、フライング・ダッチマンのブリッジウォーター駅において1869年のことであった。会社の最初の寝台車は、パディントンとプリマス間に1877年に運転された。1892年10月1日にはパディントンからバーケンヘッドまで、最初の貫通路付の列車が運転され、またその翌年には機関車から客車に引き通された蒸気パイプを使って送った蒸気で暖房する設備が使用開始された。1896年5月には一等用の食堂車が導入され、1903年には全等級にサービスが拡大された。三等寝台車は1928年から連結されるようになった。
自走できる蒸気動車は、ストーンハウスとチャルフォードの間で1903年10月12日に使用開始され、5年の間に100両が製造された。これらの車両には、イングランドの標準より低いプラットホームのある駅で使える、折り畳み式のステップを装備していた。この蒸気動車は多くの路線で成功をおさめ、運転台付の付随車を増備することになり、1904年末から使用開始した。翌年から多くの小型蒸気機関車がこうした制御付随車と組み合わせて走れるように改造され、組み合わせた編成はオートトレインと呼ばれるようになり、最終的に蒸気動車を置き換えることになった。ディーゼルカーは1934年に導入された。ディーゼルカーの中には完全に流線形となっているもの、長距離輸送用にビュッフェカウンターを備えているもの、小荷物輸送用になっているものなどもあった。

### 貨物輸送
| 年                               | トン       | 列車マイル | 収入                               |
| -------------------------------- | ---------- | ---------- | ---------------------------------- |
| 1850年                           | 350,000    | 330,817    | £202,978 （2013年の£1840万）       |
| 1875年                           | 16,388,198 | 11,206,462 | £3,140,093 （2013年の£2億5000万）  |
| 1900年                           | 37,500,510 | 23,135,685 | £5,736,921 （2013年の£5億2600万）  |
| 1924年                           | 81,723,133 | 25,372,106 | £17,571,537 （2013年の£8億4900万） |
| 1934年                           | 64,619,892 | 22,707,235 | £14,500,385 （2013年の£8億7500万） |
| 1850年の輸送トン数は概算である。 |            |            |                                    |

貨物輸送が専用の列車で開始された時点では、GWRにおいては旅客輸送が主な収入源であった。ウェールズやミッドランズの炭鉱・工業地帯に路線網が到達すると、貨物輸送は重要なものとなった。1856年にルアボン炭鉱会社がGWRと石炭をロンドンまで特別価格で輸送する契約を結んだ際には、特別価格によるものであるにもかかわらず少なくとも年4万ポンドの収入となった。機関車が大型化するにつれて貨物列車は長くなっていき、二軸の貨車にして40両ほどから最大で100両ほどにもなったが、路線の勾配によって列車長は制限された。典型的な貨車には8トンまたは10トン、後には12トンを積むことができたが、場合によってはわずか1トンしか積まないこともあった。こうした搭載量の少ない貨車の多くは近くの積み替えセンターへ送られ、そこで長距離輸送用にまとまった搭載量になるように積み替えが行われた。少量の積み荷を積んだ貨物列車を特定駅に/から運ぶ550本以上の"station truck"と呼ばれる列車と、ある駅群から少量の積み荷を集配する200本以上の"pick up truck"と呼ばれる列車が運転されていた。
GWRは、大きな輸送量のある品目向けに特別な貨車、取り扱い・貯蔵施設を用意していた。たとえば、ウェールズの炭鉱は石炭の大半を、GWRが大半を保有する、海岸にある桟橋へ送っており、またコーンウォールにおいてもカオリナイトの生産の大半を同様に取り扱っていた。これらの輸送向けに用意された貨車は、GWR所有のものも鉱山会社所有のものも、車両の妻面にドアが用意されていて、桟橋に設けられた貨車の傾斜装置によって船倉へそのまま流し込めるようになっていた。火薬、飛行機、牛乳、果物、魚など、多くの輸送品目用に専用車両が造られていた。
イングランド南西部の農業・漁業地域から、多くの輸送が行われていた。しばしばそうした輸送は、高速の「生鮮品貨物列車」によっていた。たとえば、1869年6月までの12か月間で、グラムパウンド・ロード駅から3,500頭以上の家畜が発送され、1876年にはコーンウォールの西部からロンドンへほぼ17,000トンの魚が輸送された。19世紀の生鮮品貨物列車は、高速走行ができるように真空ブレーキと大型の車輪を備えた、客車と同じ基準で造られた貨車を使っていた。GWRの通常の貨車は、他の当時のイギリスの鉄道会社と同様に、2つの車軸の間隔（ホイールベース）が短く（約9フィート、2.7メートルほど）、手ブレーキのみを装備していた。1905年にGWRは、小型の車輪ではあるが真空ブレーキを備えた新しく製造された貨車を用いて、真空ブレーキ使用による一般貨物列車をロンドンとブリストルの間で初めて運転した。これはさらに他の列車にも広がり、生産の中心地と人口密集地を結ぶ高速貨物網が整備されるようになり、こうした高速貨物列車は平均毎時35マイル（約56 km/h）で運転されていた。他の鉄道会社でも同様に真空ブレーキを装備した貨物列車の運転を始めて、GWRに続くことになった。

### 関連事業

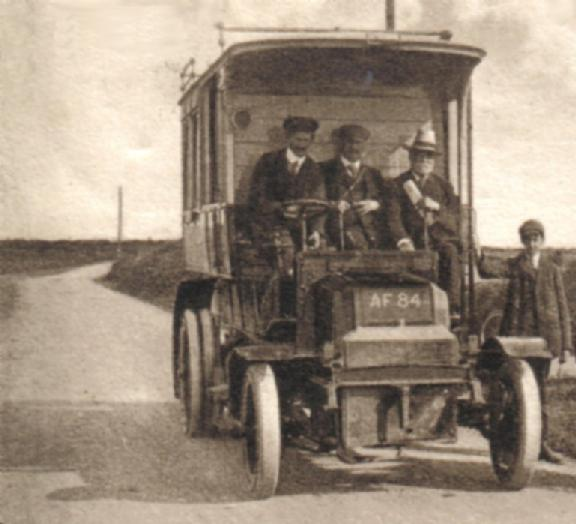
ヘルストン駅とザ・リザードを結んでいた、GWR初期のバス

GWRは、ケネット・アンド・エイヴォン運河やストラトフォード＝アポン＝エイヴォン運河など、多くの運河を所有していた。これは競争を回避したり、新線建設に反対していた競合運河事業者を排除したりする目的で買収したものであった。こうした運河のほとんどは、GWRにとってはほんの一部の事業に過ぎなかったが、それでも運営が続けられていた。1929年の時点で、運河は16,278ポンドの収入があったが、この年の貨物列車の収入は1700万ポンドを超えていた（2013年の価格にするとそれぞれ83万8000ポンドと8億7500万ポンドである）。
カーディフ、バリー、スウォンジーなど、南ウェールズにある大きな石炭桟橋のほとんどは、1921年鉄道法によってGWRの所有に帰した。元から会社が所有していたイングランド南海岸の少数の桟橋と合わせ、GWRは世界最大の桟橋運営事業者となった。
GWRが船を運航する権利は、1871年に議会によって承認された。翌年、ウェールズのネイランドとアイルランドのウォーターフォードを結ぶ航路を運営していたフォード・アンド・ジャクソンから船を買い取った。ウェールズ側の港は、1906年に鉄道が開通したフィッシュガード・ハーバーに変更された。また、それ以前はウェイマス・アンド・チャンネル・アイランズ汽船・小包会社が運営していたウェイマスとチャンネル諸島を結ぶ航路も運営していた。またGWR所有の小型の船舶が、プリマスの桟橋やセヴァーントンネル開通までセヴァーン川を渡るブリストル・アンド・サウス・ウェールズ・ユニオン鉄道の船舶に対するテンダーボートとして使われていた。
鉄道会社がバスの運営を始めたのもGWRが最初で、1903年8月17日にヘルストン駅とザ・リザードの間であった。会社はこれをロード・モーター (road motors) と呼んでいた。チョコレートとクリームに塗られたバスが、鉄道に対するフィーダー輸送と遊覧旅行向けにGWRの営業範囲全体で運行されていた。1930年代にこうしたバスは地域のバス会社に移管されたが、そうしたバス会社のほとんどはGWRが出資していた。
GWRは、インペリアル・エアウェイズと協力して、航空輸送をカーディフ、トーキー、プリマスの間で開始した。これがのちにレールウェイ・エア・サービシズに発展することになる。

## 車両

### 塗装
GWRは当初機関車を濃いウグイス色に塗っていたが、その後大半の期間はクロムとブランズウィック・グリーン（濃緑色）に塗っていた。また台枠はチョコレートブラウンかインディアンレッドに塗られていたが、20世紀に入ってから黒に変更された。名前や番号の入ったプレートは一般に、黒の背景に磨き上げられた真鍮となっており、また煙突には銅製のキャップがはめられていることがよくあった。
合併後のGWRは四大私鉄の中で唯一核となる鉄道会社が周りを吸収する形で大きくなったため、塗装は旧GWRのルールが引き継がれており、合併後の他3社ではそれまで会社ごとに色が付けられていた蒸気機関車を旅客用を除き、「黒一色」か「黒に赤もしくは緑のライン」という塗装で統一してしまったのに対し、GWRのみ旧来のブランズウィック・グリーン（合併前に比べるとやや明るい）を貨物・入替機にも適用していた（完全に旅客機と同一ではなく紋章やボイラー部分の「オレンジ枠に黒の帯」が貨物機などにはない）。
一方客車は1864年までは茶色か赤一色で、その後1907年まで上部がクリーム色で下部がチョコレート色になり、その後また茶色か赤一色に戻るも、大合併後は再びクリーム色とチョコレート色の塗装に戻っている。荷物車や関連車両はツートーンで塗られることはほとんどなく、茶か赤で塗られており、「茶色の車」として知られるきっかけになった。
各時代の塗装
機関車

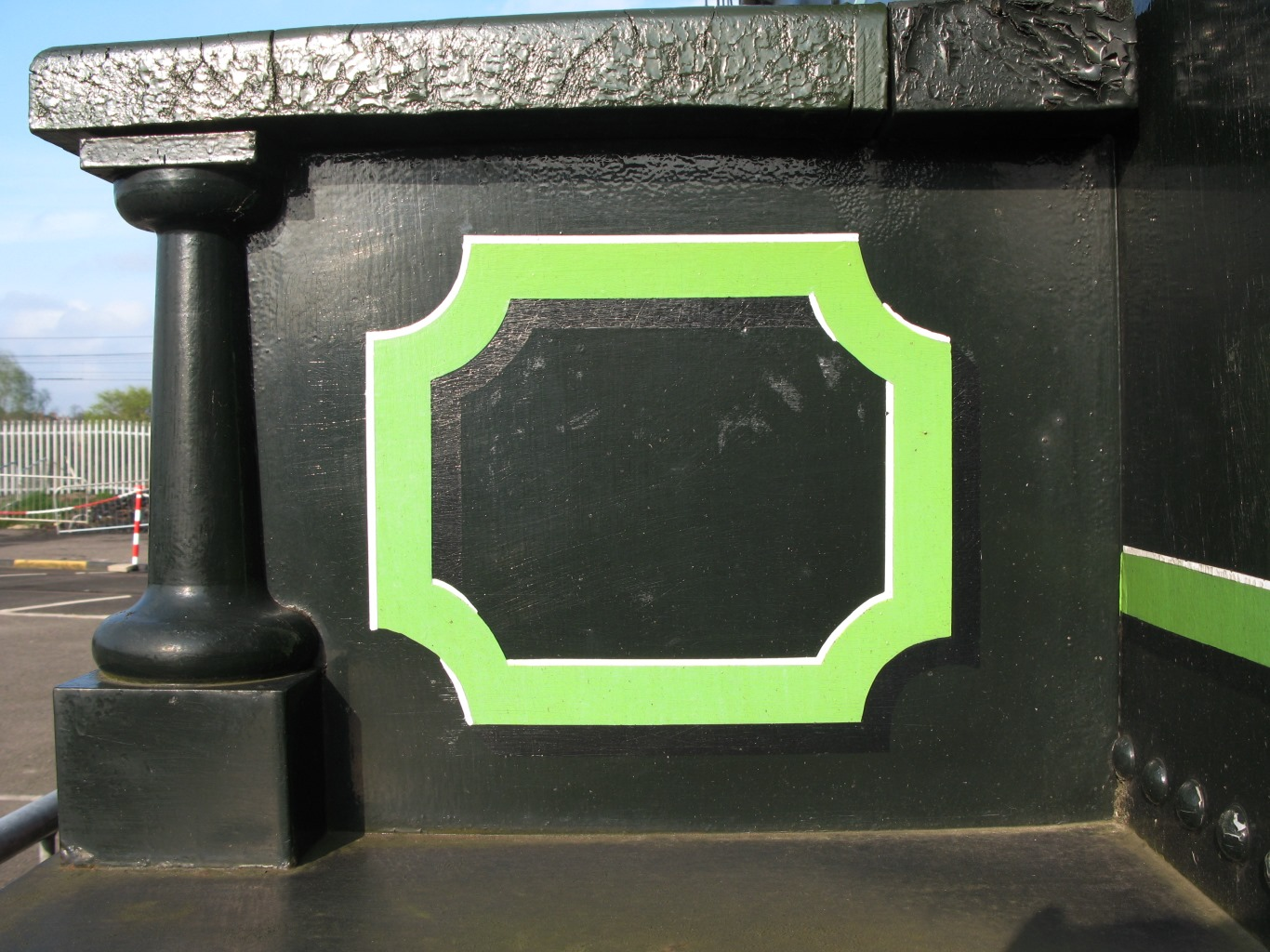
アイアン・デューク級の炭水車、ウグイス色に薄緑色の線入れ
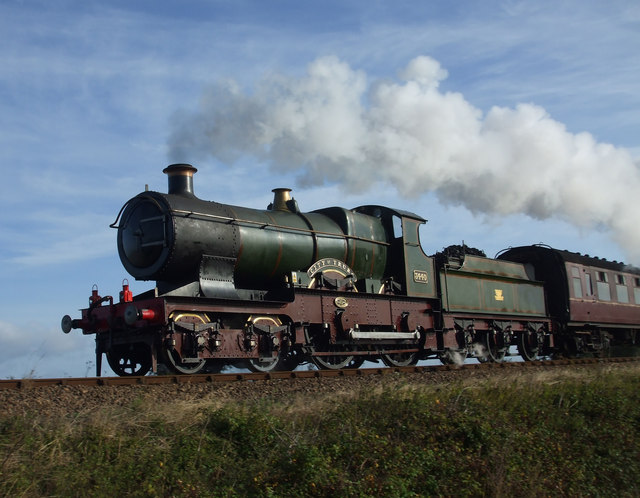
3700形「シティ・オブ・トルーロ」、ミドルクロームグリーン、オレンジの線入れ、赤台枠
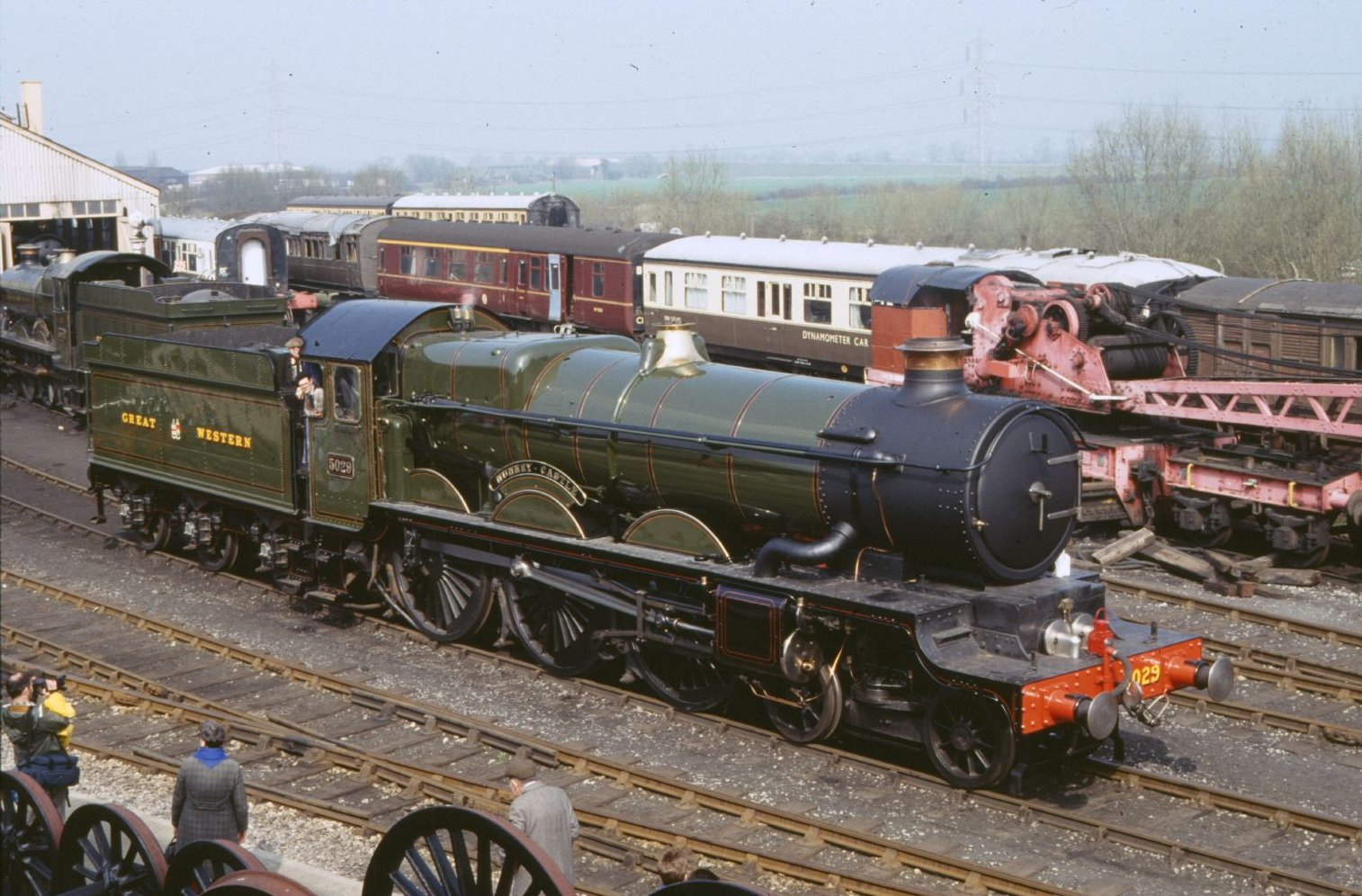
4073形「ナニー・キャッスル」、ミドルクロームグリーン、オレンジの線入れ、黒台枠
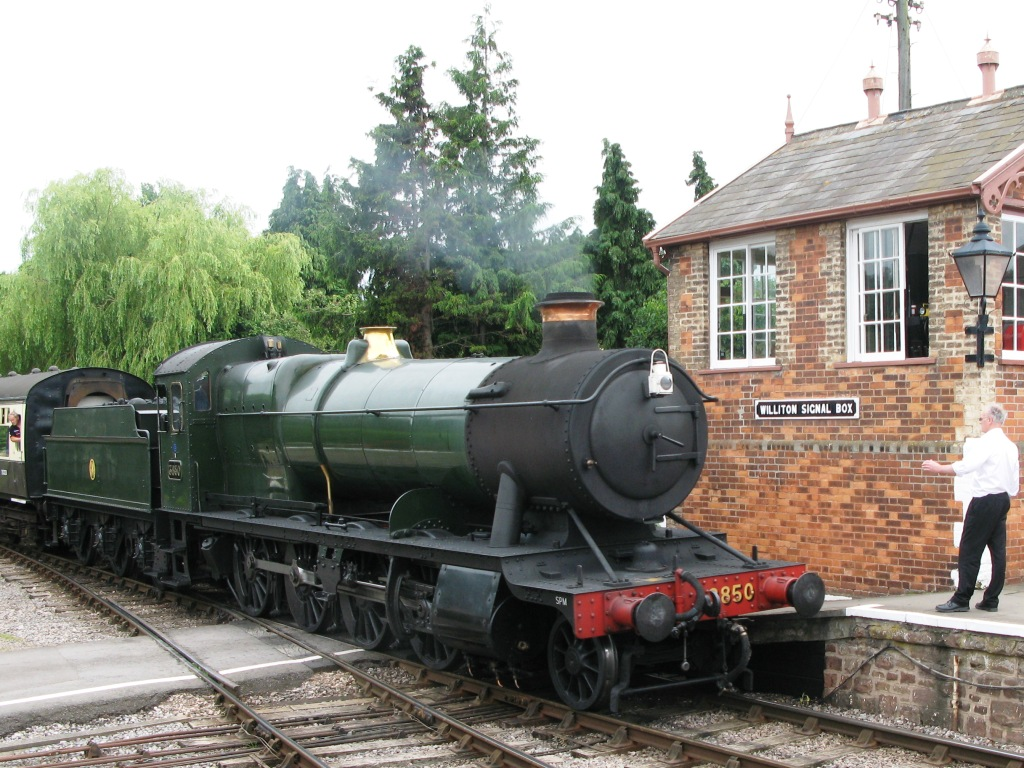
2884形3850号: ミドルクロームグリーン、黒の台枠、線入れ無し

### 機関車

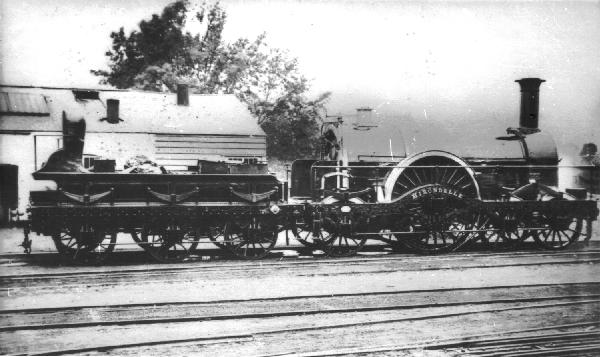
1848年製の広軌のアイアン・デューク級の1両、「ハイロンデル」 (Hirondelle)

GWRの最初の蒸気機関車は、イザムバード・キングダム・ブルネル本人の設計によるものであったが、不成功に終わった。当時20歳だったダニエル・グーチがまもなく機関車総監督に任命されて、信頼できる機関車を確立すべく取り組み始めた。彼はロバート・スチーブンソン社から2両のスター級機関車を購入し、ブルネルの設計以上の成功作であることを示し、続いて標準化された一連の機関車の設計を開始した。1846年からは、新しく設立された自社のスウィンドン工場で、こうした標準化された機関車群の製造をできるようになった。彼はファイアフライ級やアイアン・デューク級など、拡大しつつある7フィート0.25インチ（約2,140ミリメートル）の広軌鉄道網向けに何種類かの機関車を設計した。1864年にグーチの後をジョセフ・アームストロングが継いで、彼が標準軌の経験をGWRに持ち込んだ。アームストロングが設計した機関車の中には、異なる車輪を装備することで広軌向けにも標準軌向けにも製造されたものがあった。また炭水車を必要とする機関車には、運用終了した古い広軌機関車から炭水車を転用した。
ジョセフ・アームストロングは1877年に早く亡くなり、次の世代の機関車設計の責任はウィリアム・ディーンに委ねられた。ディーンはそのころまで急行列車を牽引していたシングルドライバー（動輪が1軸の機関車）の車軸配置2-2-2あるいは4-2-2の機関車に代えて、車軸配置4-4-0の急行用機関車の開発を行った。ディーンは1902年に引退し、ジョージ・チャーチウォードが後を継いだ。彼は使いやすい車軸配置4-6-0の機関車を導入した。職名が「機関車総監督」(Locomotive Superintendant) から「主任技師長」（Chief Mechanical Engineer、CME）に変更されたのは、チャーチウォードの在職期間中であった。チャーチウォードの後を1921年にチャールズ・コレットが継いだ。彼はまもなく、1921年鉄道法による合併を経てGWRが運行するようになった、より多くの機関車群に対して責任を負うようになった。彼は古くなっていたり、1つの形式で少数しか存在しなかったりする機関車を置き換えて、それ以外の機関車はできるだけGWR標準の部品を使ったものに改造する取り組みを始めた。また4073形（キャッスル級）や6000形（キング級）など、標準部品を使った新しい機関車の設計も行った。最後の主任技師長が、1941年に就任したフレデリック・ホークスワースで、戦争で物資が欠乏する時代の鉄道を監督し、また国有化以降までGWR設計の機関車を造り続けた。
ブルネルもグーチも、個別の機関車を区別するために機関車に名前を付けていたが、GWRに合併した標準軌の鉄道会社は機関車に番号を付けていた。このため、1864年まで広軌の名前付きの機関車と標準軌の番号付きの機関車が共存していた。アームストロングの着任後、広軌・標準軌ともにすべての新造機関車および他社から購入したもともとは名前が付いていた広軌の機関車に対しても番号が付けられるようになった。ディーンは1895年に旅客用テンダ機関車に番号と名前の両方を与える方針を導入した。各形式はある特徴のあるテーマに沿った名前を与えられ、たとえば6000形は国王の名前が、4073形は城の名前が付けられた。

### 客車
客車

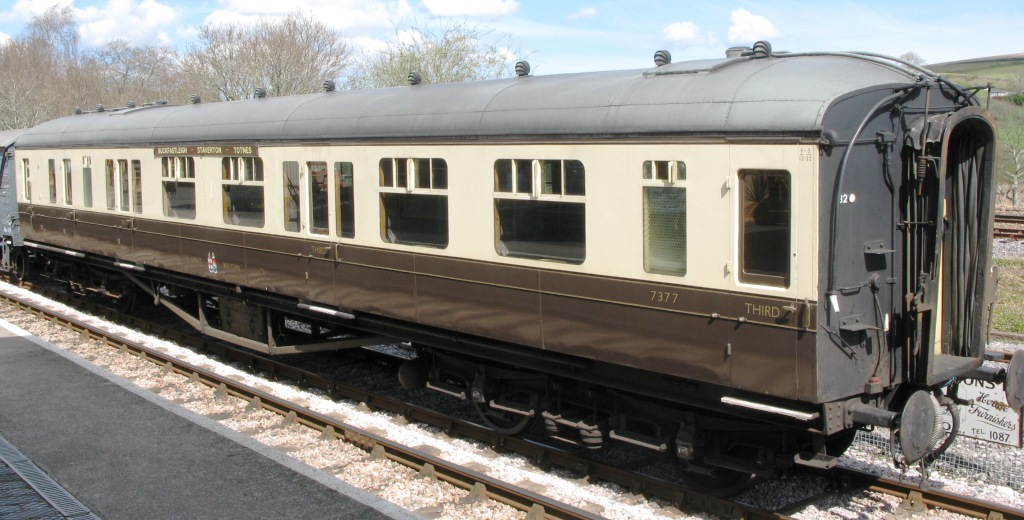
1922年から使用されている、チョコレートとクリーム塗装の客車

GWRの客車は数多く種類も様々で、1838年の当初の広軌路線で走っていた4輪あるいは6輪の客車から、1947年まであるいはそれ以降も走っていた全長70フィート（約21メートル）のボギー客車まである。19世紀中に真空ブレーキ、ボギー車、貫通路式の客車が使用開始されており、1900年に最初の電灯付の客車が運用を開始した。1920年代になると鋼製車体に自動連結器を備えた車両も現れた。
初期の客車は多くの会社によって製造されていたが、1844年にスウィンドン工場での自社製造を開始し、最終的にGWRの大多数の車両を製造することになった。特別な車両として、寝台車、食堂車、スリップ・コーチなどがある。また旅客輸送にはレールモーター（蒸気動車）、オートトレイン（蒸気機関車と制御客車の組み合わせ）、ディーゼルカーなども使用されていた。客車扱いされていた小荷物車で小包、馬、牛乳などを急行輸送していた。

### 貨車

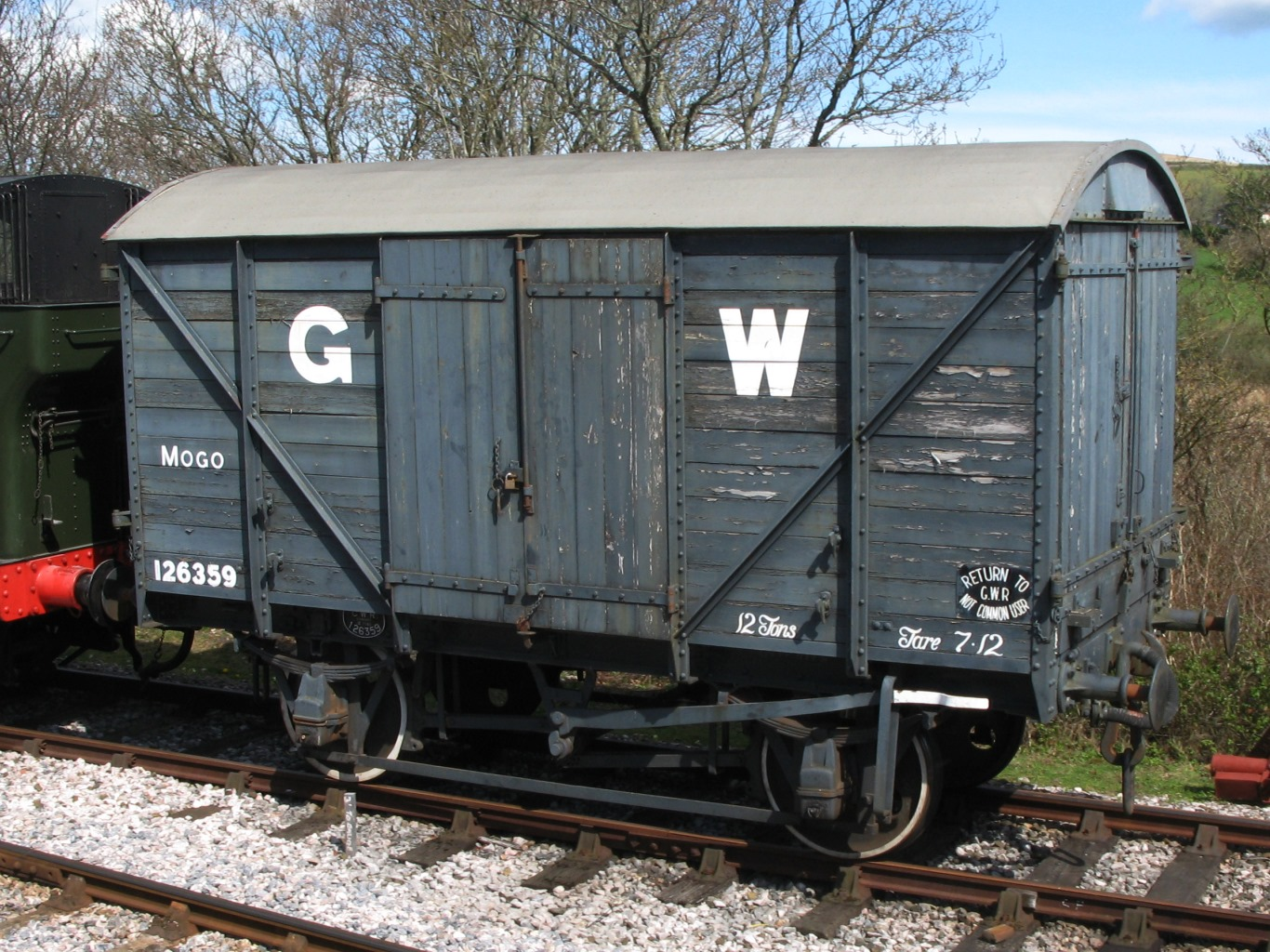
1904年頃から使われた灰色塗装の貨車、この貨車は自動車を搭載できるように車両妻面に扉を備えている

GWRの初期には、貨車は茶色に塗られていたが、これは広軌が廃止される前に赤に変更された。よく知られている暗い灰色の塗装は1904年頃に導入された。
初期の貨車のほとんどは4輪無蓋貨車であったが、特別な積荷用に6輪貨車もいくらか用意されていた。有蓋貨車も導入され、当初は家畜輸送用であったが、後には一般貨物や壊れやすい貨物も運ぶようになった。最初のボギー貨車は1873年に特別に重い貨物向けに導入され、1898年に大型4輪石炭車が導入されたのに続いて1904年にはボギー石炭車が製造された。これらの石炭車は荷重20トンで、当時の典型的な貨車の2倍の容量であったが、1923年になってから初めて会社はこの容量の石炭車と桟橋の積み降ろし設備に大規模な投資を始めた。こうした貨車は、その使用を推進したGWRのゼネラルマネージャーの名前にちなんで、フェリックス・ポールと呼ばれた。コンテナ車は1931年に、自動車輸送用の専用貨車は1933年に登場した。
GWRの創業時には、イギリスにおいて真空ブレーキを備えた列車は運行されておらず、個別の車両に手ブレーキを備え、また制動手が乗務してブレーキを取り扱う緩急車が列車に連結されていた。最初に真空ブレーキを装備した貨車は、旅客列車に連結されて魚などの生鮮食料品を運ぶ貨車であった。バラスト散布用のホッパ車には1903年12月から真空ブレーキ装備車が登場し、一般貨車は1904年から真空ブレーキの使用が開始されたが、1948年に国有化されてイギリス国鉄が発足した時点ではまだ、真空ブレーキ未装備の貨車が大半を占めていた。
一般輸送に供されているすべての貨車には、電報で使うためのコードが割り当てられていた。このコードは一般的に貨車に書かれていたため、一般貨車を"Mink"、冷蔵車を"Mica"、ボイラー車を"Crocodile"、緩急車を"Toad"と呼ぶのは一般的に行われていた。

## 線路

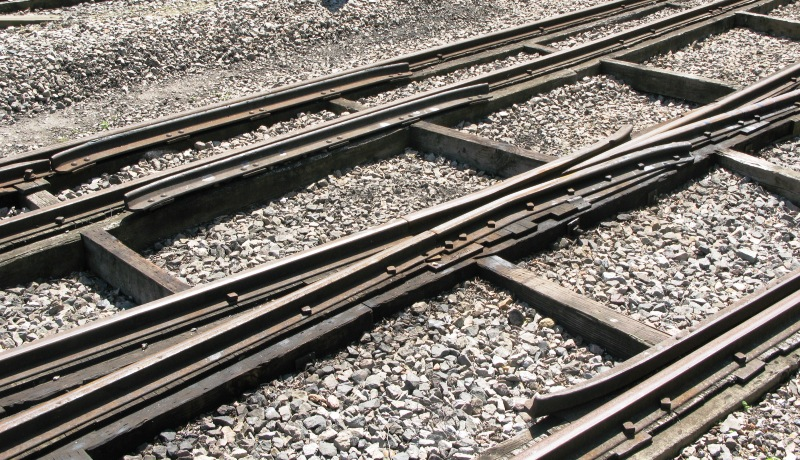
ブルネル式の線路

線路については、ブルネルは薄い木材の板が連続的に軽いレールを支えるブルネル式の線路（baulk roadと呼ばれる）を使用することを決めた。通常の線路と異なり、レールと同じ方向に枕木が敷かれており、レールを連続的に支えていた。より薄い木材製の横梁が、レールの下の枕木同士が正しい距離に保たれるように敷かれている（見た目は鉄のレールの下に木のレールがあり、これらのレールと直角な枕木（本当は横梁）がまばらにある線路といった外見）。これにより、線路はより平滑になり、広軌の線路については全体として建設費が通常の横向きに並べられた枕木を使った場合に比べて安くなることが証明された。しかし標準軌や三線軌の線路については、路線全長に比べて必要な木材の長さが大きくなるので、この利点は失われた。在来からの線路の形態が後に採用されたが、このブルネル式の線路は20世紀前半の時期には側線などでなお見ることができた。

## 信号保安

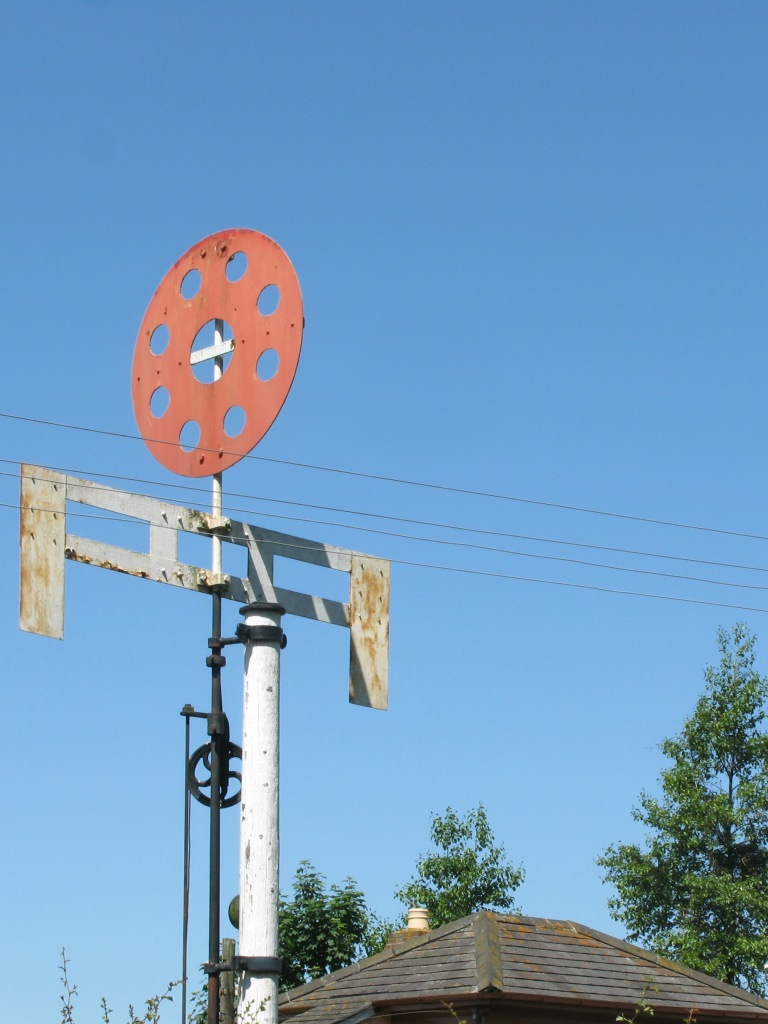
円板方形板信号機

ブルネルは列車の運行を制御するために、円板方形板信号機と呼ばれるシステムを開発した。しかし信号機を操作する人たちは、列車が次の信号機の地点まで予期せず停車することなく到着したことを推測することしかできなかった。世界で最初の商用電信線は、パディントンとウェスト・ドレイトンの間の13マイル（約21キロメートル）に敷設され、1839年4月9日に使用開始された。これがのちに鉄道網全体に広がり、各駅が電信により信号扱手に列車が安全に到着したことの伝達が可能になった。早く送信でき意味が明快な電文を作成できるように、長い電信コード表が作られた。
その後時間をかけて、一般的な腕木信号機が円板方形板信号機を置き換えて行った。他のイギリスの鉄道会社は、信号機を進行現示にする際に上に腕木を動かす方式に変えて行ったのに対して、GWRは下に腕木を動かす方式に拘った。特に混雑した駅では後に、サーチライト式の電灯信号機が導入された。この信号機は、腕木式信号機の夜間の現示と同じ、赤と緑、または黄と緑の現示ができた。1906年から、停止現示の信号機を冒進すると列車にブレーキを掛ける安全装置が導入された。

## 文化的影響
GWRは、称賛して「神の素晴らしい鉄道」(God's Wonderful Railway) として知られることもあったが、一方で初期の路線の中には最短距離で結んでいなかったものがあったため、冗談で「大遠回り」(Great Way Round) としても知られていた。しかしGWR自身は、多くの観光客をウェールズや南西イングランドのリゾートへ輸送したことから、1908年から自社のことを「休日線」(The Holiday Line) として宣伝していた。

### 観光

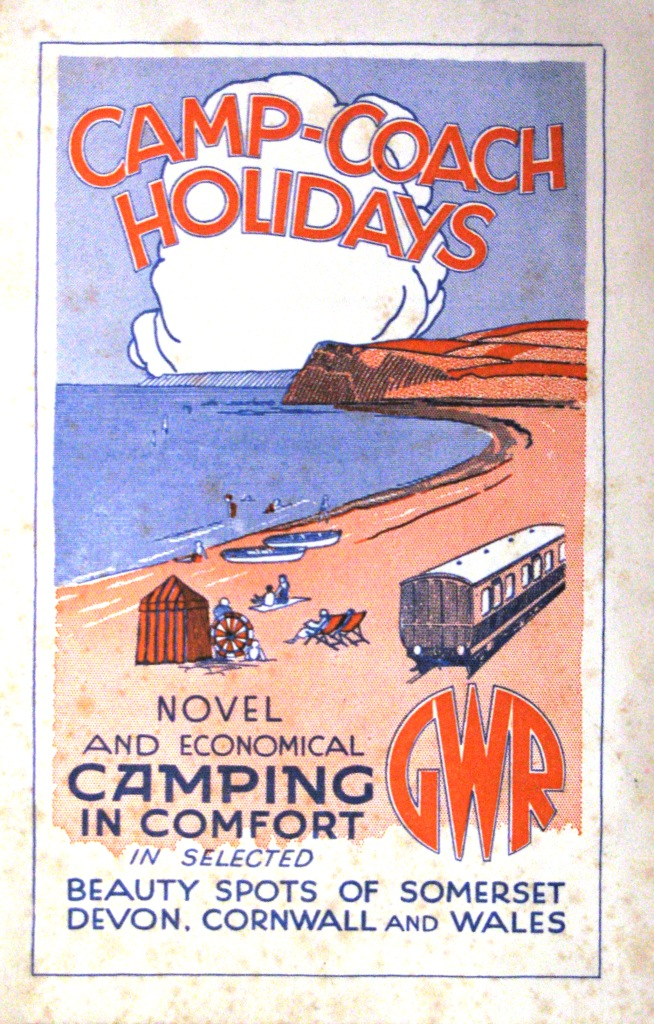
1934年のキャンプ客車の冊子

人気のある目的地や、1851年のロンドン万国博覧会のような特別なイベントでは、割引乗車券の発売や周遊列車の運転がされたりした。後にGWRのバスは列車が直接行けない場所へのツアーを実施し、あるいはGWRの船はプリマスのような場所からのクルーズを実施した。老朽化して余剰化した客車はキャンプ客車に改造されて、ブルー・アンカーやマラジオンのような地方や海沿いの駅に配置されて、列車でやってきた観光客が借りて滞在した。
GWRは初期から主な駅でホテルを経営していたが、1877年にコーンウォール、セント・アイブスのトレゲンナ城にカントリーハウススタイルのホテルを初めて開業した。後にウェールズのフィッシュガード・ベイホテルと、デヴォンのモアトンハンプステッドのメイナー・ハウスが増え、さらに1930年にはゴルフコースが開設された。
1908年からは、一連のポスター、葉書、ジグソーパズル、書籍などを通じて、自身のことを休日線と宣伝するようになった。GWRの沿線各所の魅力を紹介する「休日のたまり場」(Holiday Haunts) や、ピーター・マイスの「コーニッシュ・リヴィエラ」、A.M.ブラッドレーの「サウス・ウェールズ: 城の地方」など地域にちなむタイトルのものなどがあった。またガイドブックでは列車の窓から見える光景を描いていた。その他のGWRの書籍は、GWR自身に対する興味を惹くようになっていた。「全年齢の少年向けの本」(Books for Boys of All Ages) では、「10時30分の特急」や「ロイヤル・ロードの機関車」といった題材が取り上げられていた。

### 芸術とメディア

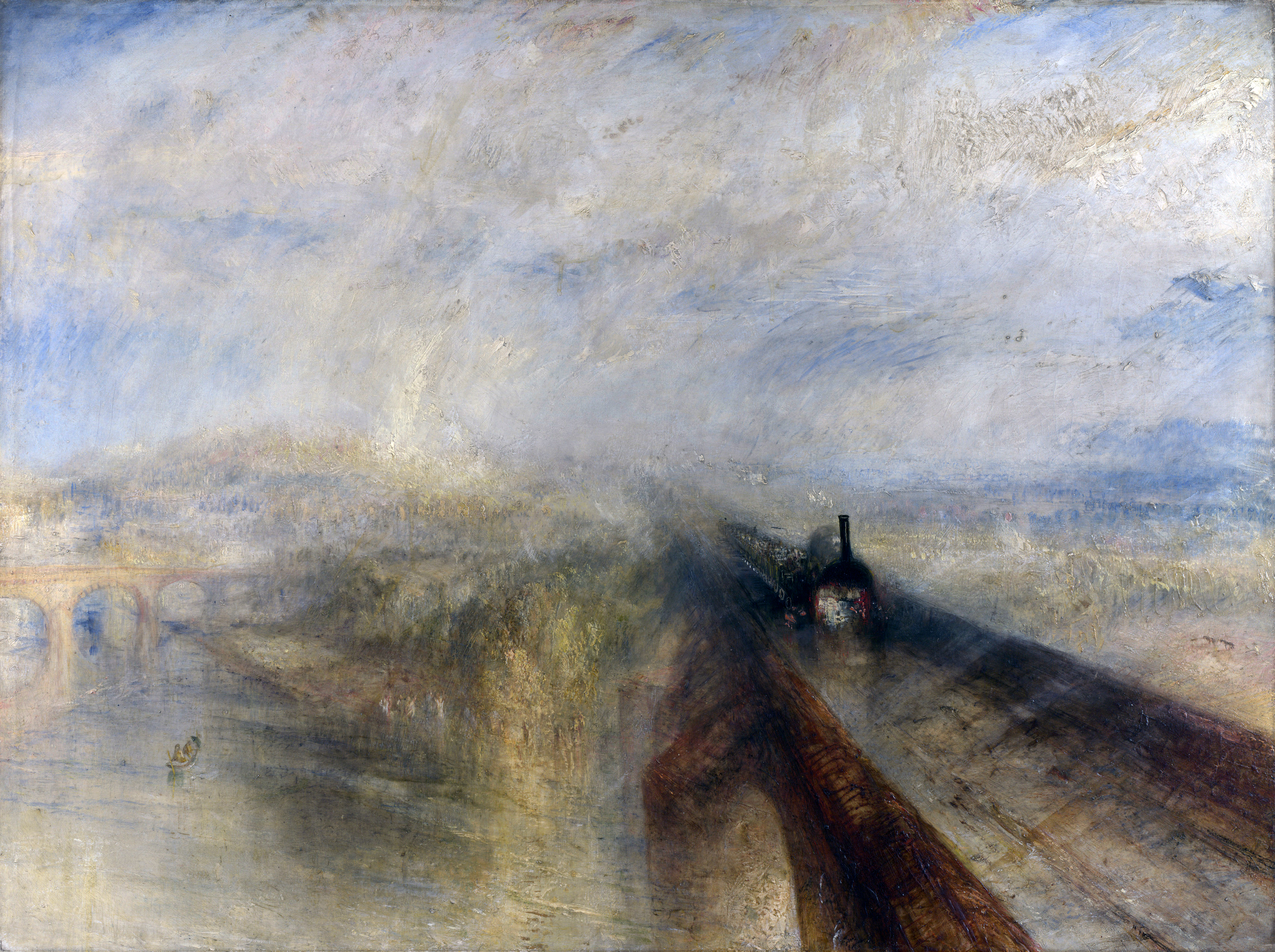
ジョゼフ・マロード・ウィリアム・ターナーによる絵画、「雨、蒸気、速度――グレート・ウェスタン鉄道」

GWRは初期から芸術家の関心を惹いてきた。ジョン・クック・ボーンによる「グレート・ウェスタン鉄道の歴史と解説」は1846年に刊行され、鉄道を描いた一連のリトグラフによって、写真が出現する以前の時代のGWRがどのような様子であったかを知ることができる。ジョゼフ・マロード・ウィリアム・ターナーは、メイデンヘッド橋をいく列車の窓から見た光景を基に、1844年に『雨、蒸気、速度――グレート・ウェスタン鉄道』を描いた。また1862年にウィリアム・フリスは、パディントン駅のプラットホームの群衆を描いた「鉄道駅」(The Railway Station) という作品を描いている。絵画の中の駅自体は、建築家のスコット・モートンによってフリスのために描かれており、列車もGWRによって絵の制作用に特別に準備されたもので、その前には様々な旅行者や鉄道員が生き生きとした焦点を構成している。
GWRは1980年のBBCの子供向けドラマシリーズ「神の素晴らしい鉄道」など、多くのテレビ番組に取り上げられている。またボブ・ゴドフレイによるアニメーション映画「グレート」でも知られ、この作品はブルネルの技術的な偉業を描いて1975年のアカデミー短編アニメ賞を受賞した。
これ以外だとウィルバート・オードリー牧師の『汽車のえほん』（きかんしゃトーマス）では劇中何度かグレート・ウェスタン鉄道の名前が出てきており（邦訳は「大西部鉄道」）、ここ出自と明記された機関車が何台か登場するほか、同鉄道所属だったという設定の緩急車の名前が「トード（Toad）」だったり（第23巻3話）、信号の腕木が進行時に上がるものと下がるものの違いがある（11巻1話）などといったGWRがらみの小ネタが何度か登場している。

### 遺産

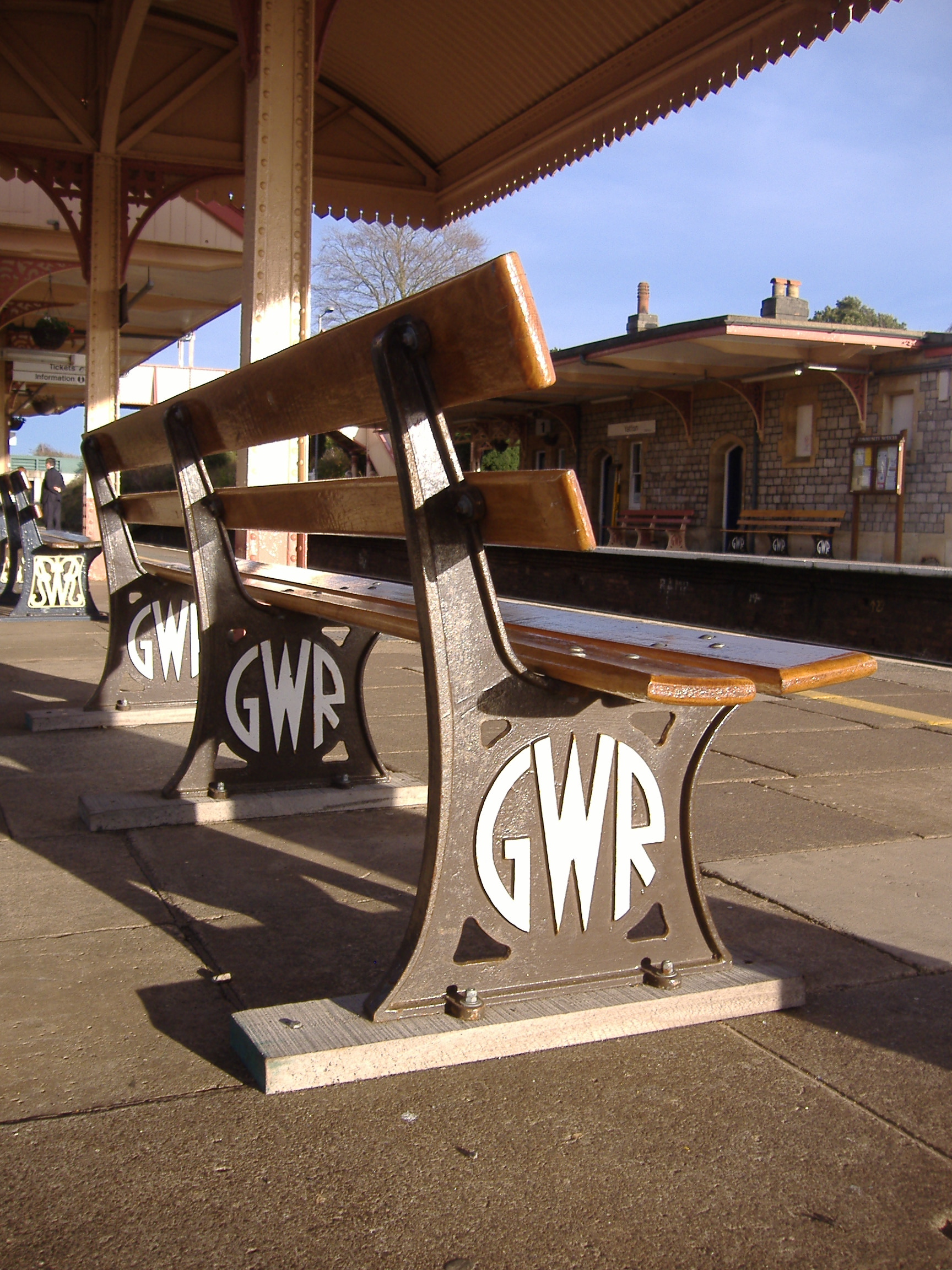
GWR由来のベンチ、ヤットン駅

GWRの記憶は、かつてのスウィンドン工場の場所にあるグレート・ウェスタン鉄道博物館や、広軌の列車が運転されているディドコット鉄道センターなど、いくつかの博物館に保存されている。グレート・ウェスタン鉄道に関する保存鉄道としては、サウス・デヴォン鉄道（トトネス-バックファストリー間）、ダートマス蒸気鉄道（ペイントン-キングスウィア間）、ウェスト・サマーセット鉄道（ビショップス・リディアード-マインヘッド間）、セヴァーン・ヴァレー鉄道（キッダーミンスター-ブリッジノース間）などがある。他にも多くの保存鉄道や博物館で、GWR由来の車両が走っていたり展示されていたりする。
ネットワーク・レールが運営している多くの駅で、GWR時代の名残がみられる。これはパディントン駅（1851年建設、1915年拡張）やブリストル・テンプル・ミーズ駅（1840年、1875年、1935年の建設・改良）のような大きな駅だけではなく、バース・スパ駅（1840年建設）、トーキー駅（1878年建設）、ペンザンス駅（1879年建設）、トルーロ駅（1897年建設）、ニュートン・アボット駅（1927年建設）といった例でも見られる。小さな駅の多くは、需要の増加に対応して改造する必要が無かったので、開業当時からあまり変わっておらず、ヤットン駅（1841年建設）、フローム駅（1850年建設、ネットワーク・レールで唯一残るブルネル式のトレイン・シェッドがある）、ブラッドフォード・オン・エイヴォン駅（1857年建設）、セント・ジャーマンズ駅（1859年建設）などにその例を見ることができる。駅が改造された場所であっても、案内標識やマンホールのふた、ベンチといったものに"GWR"と入っているのを見ることができる。
国際連合教育科学文化機関 (UNESCO) は、グレート・ウェスタン本線を世界遺産として登録する提案を検討している。この提案はイングリッシュ・ヘリテッジにより支援されており、7か所の個別地点を含んでいる。7か所はブリストル・テンプル・ミーズ駅（ブルネルの事務所、取締役会室、トレイン・シェッド、ブリストル・アンド・エクセター鉄道事務所、エイヴォン川に架かる高架橋）、バース駅とトワートントンネルからシドニー・ガーデンズまでの区間、ミドルヒルとボックストンネル、スウィンドン工場と村を含む周辺地区、メイデンヘッド橋、ワーンクリフ高架橋、パディントン駅である。

### 機関車「グレート・ウェスタン」

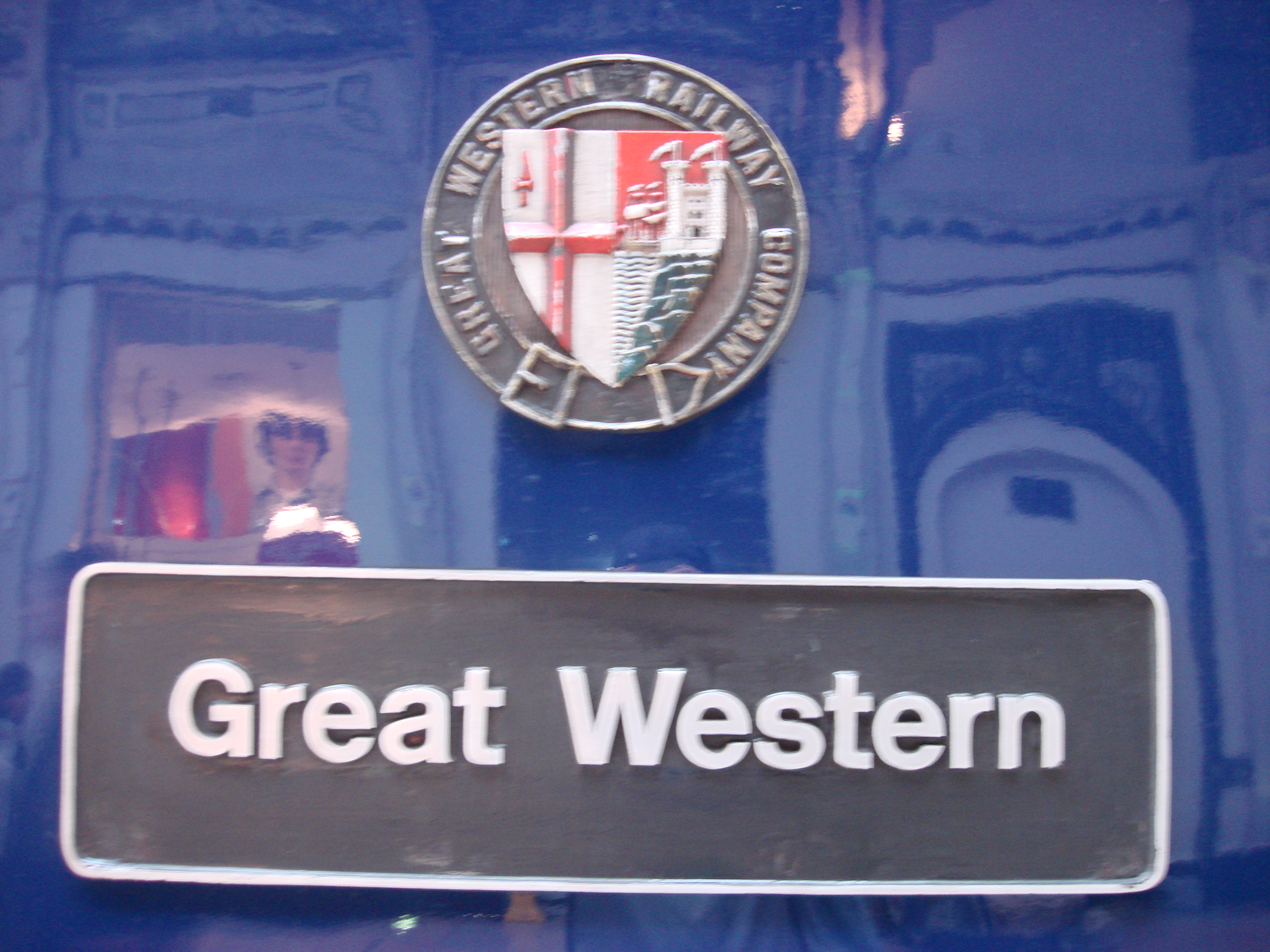
43形機関車の43185号に取り付けられたネームプレート

「グレート・ウェスタン」という名前を付けられた機関車が何両かある。最初にこの名前を付けたのは、1846年製の広軌機関車アイアン・デューク級で、初めて自社のスウィンドン工場ですべて製作された機関車であった。これは1870年に運用終了したが、1888年に新たに製造された機関車が再び同じ名前を付けた。しかしこの機関車はその4年後、広軌が廃止された際に運用終了した。標準軌の3031形の3012号が次にこの名前を付けた。GWRの機関車として最後にこの名前を付けたのは、4073形（キャッスル級）の7007号で、これはイギリス国鉄になってからも同じ名前のままであった。
その後、イギリス国鉄のディーゼル機関車にも再び名前が付けられている。最初は47500号機関車で、1979年から1991年までこの名前であった。2005年に同じく47形の47815号がこの名前を付けて、2009年現在はリヴィエラ・トレインズがこの機関車を運用している。インターシティー125の動力車である43形の43185号も同じ名前を付けており、ファースト・グレート・ウェスタンが運用している。

## 著名な人物

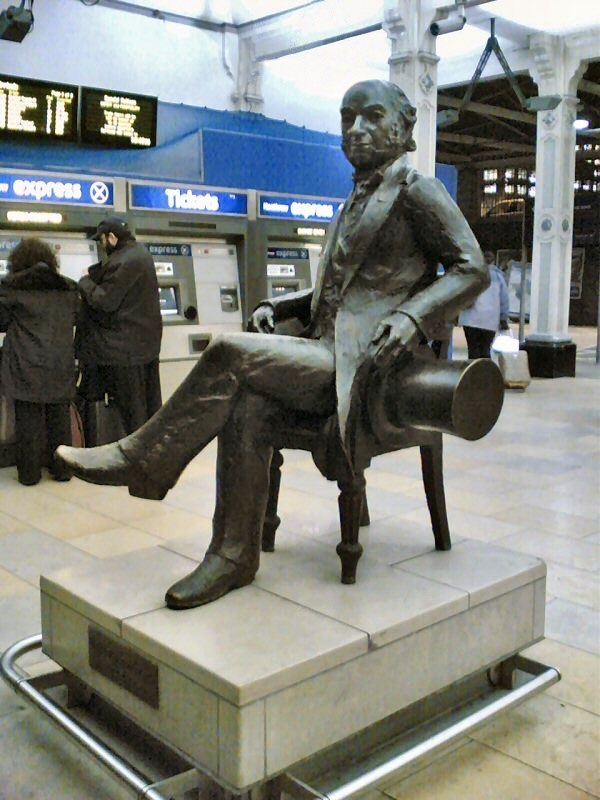
パディントン駅にあるイザムバード・キングダム・ブルネル像

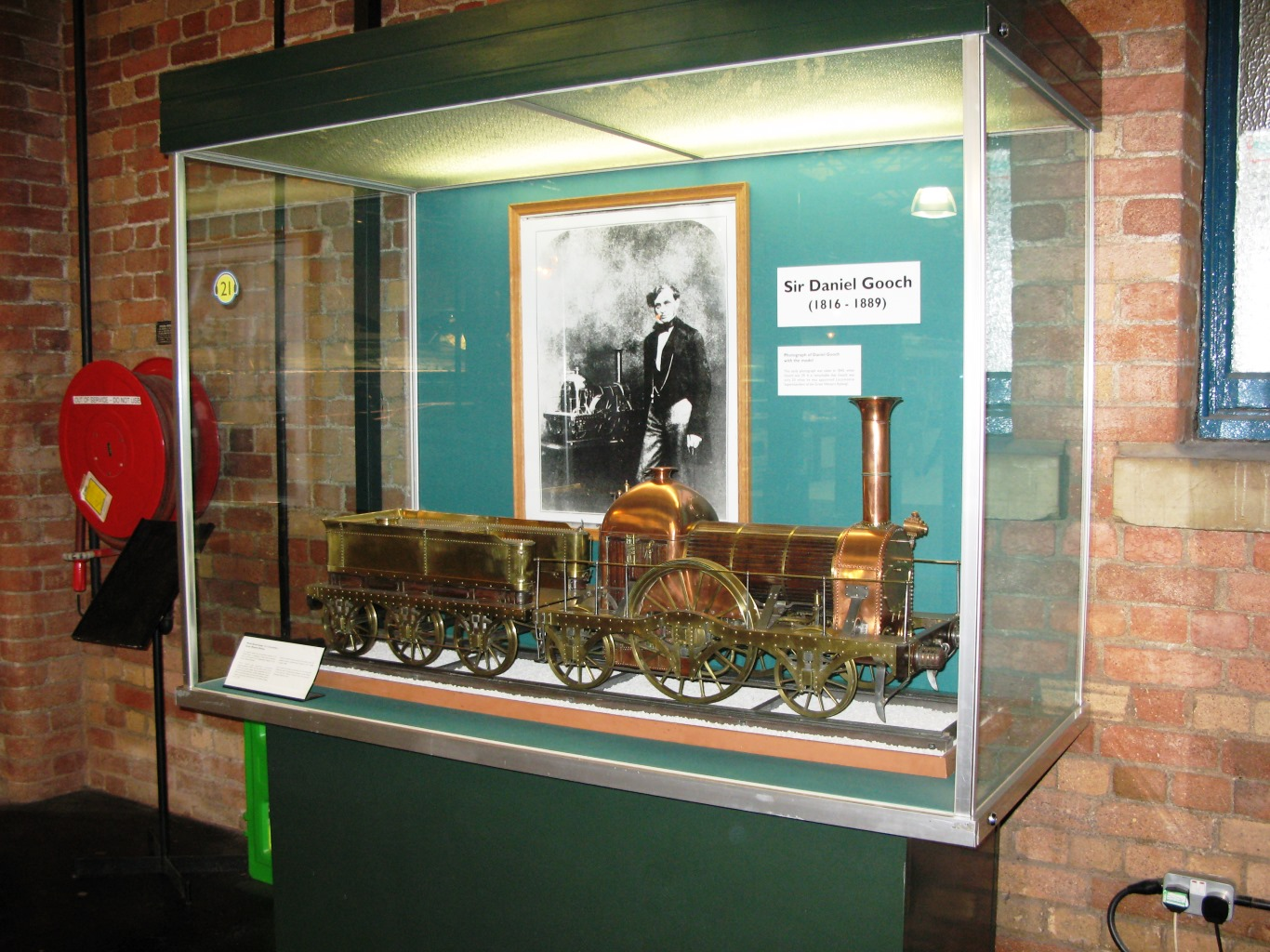
イギリス国立鉄道博物館にあるダニエル・グーチを記念する展示物

ジョセフ・アームストロング
1853年からシュリュースベリー・アンド・チェスター鉄道およびシュルースベリー・アンド・バーミンガム鉄道の機関車総監督で、ウルヴァーハンプトンにあった機関車工場の責任者であった。後にこれらの鉄道がGWRに合併した際に、GWRの北部局機関車総監督の地位を与えられ1854年から1864年まで務め、スウィンドンに異動して機関車総監督を1864年から1877年まで務めた。
イザムバード・キングダム・ブルネル
GWRの主任技術者を1835年から1859年まで務め、またGWRが後に合併した多くの広軌鉄道会社、そして標準軌のタフ・ヴェール鉄道についても主任技術者を務めた。彼は鉄道のルート決定に責任を負い、こんにちに残る象徴的な構造物、ボックストンネルやメイデンヘッド橋、パディントン駅、テンプル・ミーズ駅などの多くを設計した。
ジョージ・チャーチウォード
1902年から1915年まで機関車総監督、そして1915年から1921年まで主任技師長を務め、機関車の部品の標準化に努めた。
チャールズ・コレット
1922年から1941年までの主任技師長。
ウィリアム・ディーン
1877年から1902年までの機関車総監督。
ダニエル・グーチ
GWRの最初の機関車総監督を1837年から1864年まで、そして会長を1865年から1889年まで務めた。アイアン・デューク級など、初期の機関車の設計とスウィンドン工場の開設に責任を負った。
ジェームズ・グリアソン
貨物責任者を1857年から1863年まで務め、その後ゼネラルマネージャーとなって1863年から1887年まで務め、拡大する鉄道と改軌の初期の時代を監督した。
フレデリック・ホークスワース
GWR最後の主任技師長を1941年から1947年まで務めた。
ヘンリー・ランバート
1887年から1896年までのゼネラルマネージャーで、1892年に完成する改軌の最後を監督した。
ジェームズ・ミルン
1929年から1947年までのゼネラル・マネージャーで、第二次世界大戦期のGWRを監督した。
フェリックス・ポール
1921年から1929年までのゼネラル・マネージャーとして、1921年鉄道法により南ウェールズの鉄道網をGWRへ統合する管理を行い、また鉄道による石炭輸送を効率化する20トン貨車の使用を推進した。
C.E.スパニョレッティ
1855年から1892年までのGWRの電信総監督で、列車の安全な運行に用いられるディスクブロック電信装置を発明して特許を取得した。1863年にメトロポリタン鉄道で最初に使用され、1864年からブリストル・アンド・サウス・ウェールズ・ユニオン鉄道でも使用された。後にGWRが運営する多くの路線でも使用された。